# Limba ucraineană
Limba ucraineană (în ucraineană украї́нська мо́ва [ukraˈjinʲsʲka ˈmɔʋɐ] ukrajinska mova) este o limbă indoeuropeană din ramura limbilor slave, grupul limbilor slave de est, din care mai fac parte limba rusă și limba belarusă. Este vorbită ca limbă maternă de circa 36 milioane de persoane în total în lume, dintre care 32,6 milioane în Ucraina. Sunt vorbitori de ucraineană ca membri de minorități naționale și în țările din fosta Uniune Sovietică, mai ales în Rusia, în celelalte țări învecinate cu Ucraina și în alte țări apropiate, precum și în emigrație.
Există un idiom numit limba ruteană, al cărui statut este controversat. Acesta are varietăți regionale în teritorii care au aparținut Austro-Ungariei înainte de 1918. În Ucraina, acestea sunt considerate oficial varietăți ale limbii ucrainene, dar în alte țări sunt opinii conform cărora constituie o limbă aparte și este considerată o limbă minoritară, în unele alături de ucraineană. Este recunoscută ca atare de către șapte țări, prin ratificarea Cartei Europene a Limbilor Regionale sau Minoritare.

## Distribuție geografică și statut

Vorbitori de limba ucraineană în lume (cu roșu: mai multe milioane; cu roz: mai multe mii).

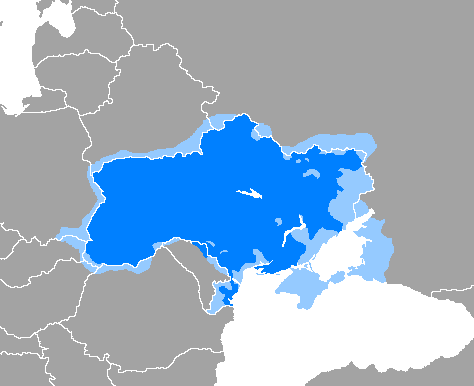
Limba ucraineană în Ucraina și în țările învecinate (cu albastru mai închis: majoritară; cu albastru mai deschis: minoritară).

Conform datelor recensământului populației din 2001, ultimul efectuat în Ucraina, populația totală era de 48,5 milioane de persoane, iar limba ucraineană era limba maternă a 32,6 milioane de persoane. Din cauza condițiilor istorice caracterizate de dominația rusească, în care a evoluat țara până la declararea indenpendenței sale (1991), în 2001 exista o discrepanță, pe de o parte între numărul locuitorilor care se declarau de naționalitate ucraineană și al celor care declarau ucraineana ca limbă maternă, pe de altă parte între numărul celor de naționalitate rusă, respectiv al celor cu limba maternă rusă, anume:
| Naționalitatea | Număr de persoane | Cu limba maternă ucraineană | Cu limba maternă rusă |
| -------------- | ----------------- | --------------------------- | --------------------- |
| ucraineană     | 37,5 milioane     | 85,2 %                      | 14,8 %                |
| rusă           | 8,3 milioane      | 3,9 %                       | 95,9 %                |

Procentajul populației cu limba maternă ucraineană în Ucraina (2001).

Conform unui studiu sociologic din 2002, numai circa 44,7 % din populația totală a Ucrainei vorbeau în mod obișnuit limba ucraineană, restul populației, incluzând și etniile în afara celei ruse, vorbind în mod obișnuit limba rusă.
În țări altele decât Ucraina, distribuția vorbitorilor de ucraineană este următoarea:
| Țara                       | Număr de persoane | An   |
| -------------------------- | ----------------- | ---- |
| Rusia                      | 1.129.838         | 2010 |
| Statele Unite ale Americii | 152.325           | 2013 |
| Canada                     | 120.270           | 2011 |
| Transnistria               | 108.860           | 2015 |
| Republica Moldova          | 106.209           | 2014 |
| România                    | 48.910            | 2011 |
| Polonia                    | 24.539            | 2011 |
| Slovacia                   | 5.689             | 2011 |
| Belarus                    | 5.578             | 2009 |
| Ungaria                    | 4.476             | 2011 |

Dacă varietățile numite ale limbii rutene se consideră a fi ale limbii ucrainene, la datele de mai sus se adaugă:
| Țara     | Număr de persoane | An   |
| -------- | ----------------- | ---- |
| Slovacia | 55.469            | 2011 |
| Serbia   | 11.340            | 2011 |
| Polonia  | 6.279             | 2011 |
| Ungaria  | 1577              | 2011 |

Limba ucraineană este singura limbă oficială în Ucraina. Mai este limbă oficială și în Transnistria, alături de limba numită moldovenească și limba rusă.
Varietatea limbii rutene din Serbia este limbă numită de folosință oficială în Voivodina, pe lângă limba sârbă și limbile celorlalte minorități naționale.
Ucraineana este recunoscută ca limbă regională sau minoritară în Armenia, Bosnia și Herzegovina, Croația, Polonia, România, Serbia, Slovacia și Ungaria, prin ratificarea de către aceste țări a Cartei Europene a Limbilor Regionale sau Minoritare. Același este și statutul limbii rutene în aceste țări, în afară de Armenia.

## Varietăți regionale

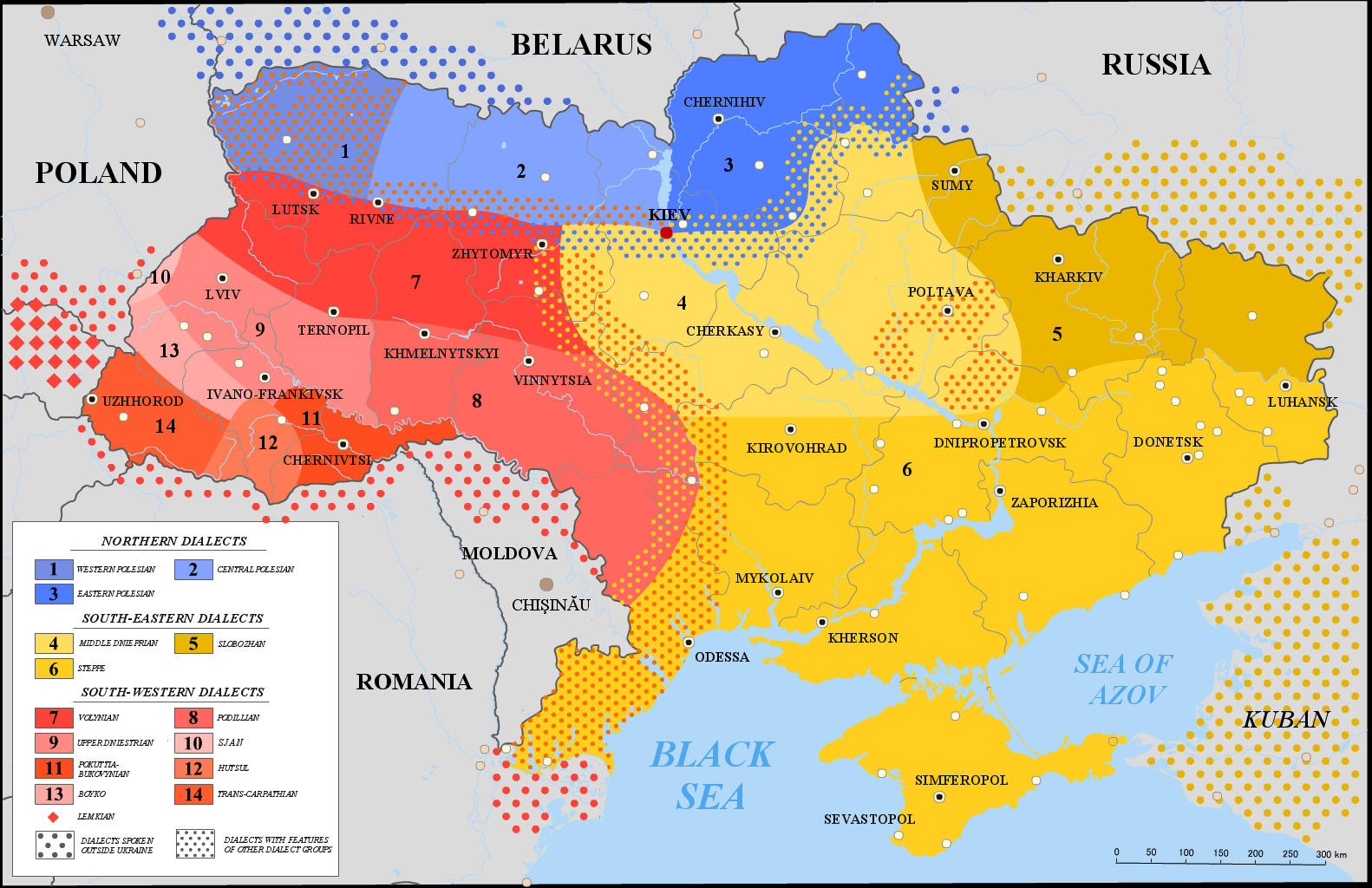
Dialectele și graiurile limbii ucrainene (2005).

Limba ucraineană din Ucraina are trei dialecte:
- de nord, la nord de linia Volodîmîr – Luțk – Rivne – Novohrad-Volînskîi – Jîtomîr – Fastiv – Pereiaslav – Prîlukî – Sumî, cuprinzând trei graiuri;
- de sud-vest, la vest de linia Fastiv – Bila Țerkva – Stavîșce – Talne – Pervomaisk – Tiraspol, cu opt graiuri;
- de sud-est, cu trei graiuri.

Între dialecte și graiuri nu există limite clare, ci formează un continuum dialectal, inclusiv cu varietățile rutene de peste granița de vest și cu cele ale limbilor slave învecinate.
În regiunile din estul și sud-estul Ucrainei, mai ales în Crimeea, în Donbas și în orașele Zaporijia, Krîvîi Rih și Odesa se vorbește în mod curent un sociolect numit surjik (cuvânt cu sensul primordial „amestec de grâu cu secară”), cu trăsături fonetice și gramaticale predominant dialectale ucrainene, și trăsături lexicale predominant rusești.

## Istorie externă
Limba ucraineană are la bază limba protoslavă vorbită de slavii estici, ca și limba rusă și limba belarusă. În Evul Mediu, protoslava era relativ unitară, în ciuda unor diferențe de la regiune la regiune. A fost limba vorbită în primul stat al slavilor de est, Rusia Kieveană (mijlocul secolului al IX-lea – mijlocul secolului al XIII-lea). Spre sfârșitul secolului al X-lea, în acest principat a fost adoptat creștinismul de rit bizantin și clericii au început să folosească în scrieri limba slavonă.
În secolul al XII-lea, Rusia Kieveană a intrat în declin în urma conflictelor dintre micile principate din care era compusă, iar invazia tătarilor i-a pus capăt în secolul al XIII-lea.
Limba slavă vorbită în Rusia Kieveană era într-un proces natural de fărâmițare accentuat de stăpânirea tătarilor, graiurile ei ajungând relativ izolate de graiurile din teritoriile nestăpânite de aceștia. Tătarii au fost treptat respinși de pe teritoriul Belarusului și cea mai mare parte a Ucrainei actuale de către lituanieni și polonezi, iar acest teritoriu a ajuns în stăpânirea Uniunii statale polono-lituaniene. Dacă limba tătară a influențat foarte superficial limba slavă vorbită aici, limba poloneză, înrudită cu aceasta, a exercitat o influență mult mai mare.
Începând cu secolul al XIII-lea s-a afirmat alt stat slav de răsărit, Cnezatul Moscovei, care a devenit în secolul al XV-lea Imperiul Rus. Acesta s-a extins treptat în dauna polonezilor, lituanienilor și tătarilor, ajungând să ocupe Ucraina de est și de sud, apoi, în urma împărțirilor Poloniei din secolul al XVIII-lea, și o parte din Ucraina de vest. Restul teritoriului a ajuns sub stăpânirea Imperiului Austriac, devenit ulterior Austro-Ungaria.

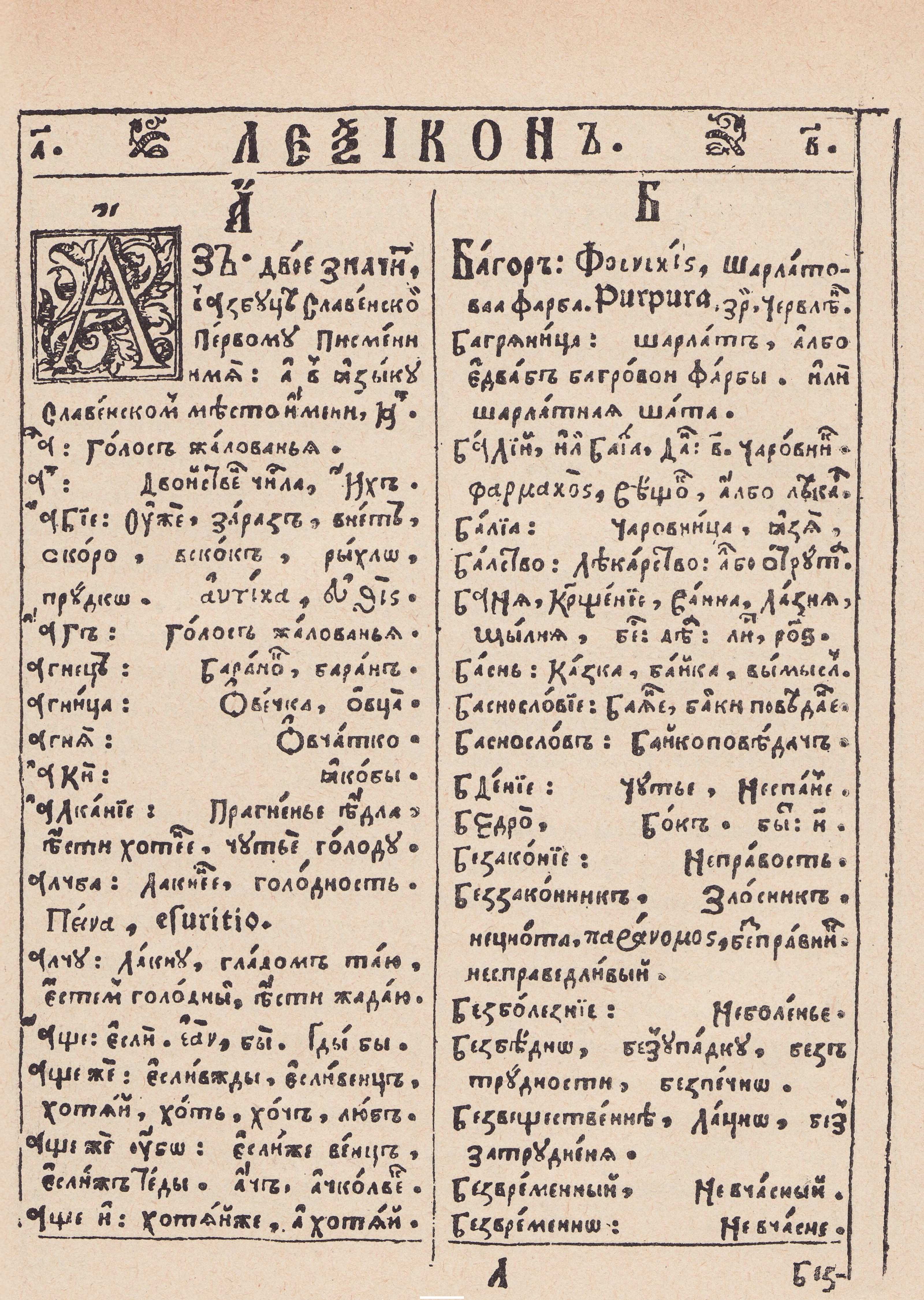
Berinda 1627, unul din primele dicționare ale limbii ucrainene

Deși trăsături specifice limbii ucrainene au apărut prin secolul al XII-lea, se consideră că ea s-a separat de rusă și belarusă prin secolul al XIV-lea. Încă de atunci a existat o limbă literară ucraineană veche, influențată de limba slavonă și diferită de limba vorbită, în care s-au scris texte religioase, acte juridice și administrative, lucrări polemice, lucrări științifice specifice vremii. Pe lângă aceasta a mai existat și o limbă literară apropiată de limba vorbită, în care s-au scris lucrări artistice și chiar de normare a acestei limbi, ca dicționare și gramatici. Această limbă literară a forst practicată până pe la mijlocul secolului al XVIII-lea.
Limba rusă era deja formată ca atare atunci când Rusia se extindea pe teritoriul Ucrainei actuale, și era diferită de graiurile ucrainene, dar a ajuns, ca limbă înrudită, să influențeze puternic dialectele locale. Acest proces a fost accentuat de politica de rusificare aplicată în tot imperiul. Idiomul ce urma să fie standardizat ca limba ucraineană era practicat numai oral, în vorbirea curentă și în creații literare populare.
Scrierea în limba ucraineană modernă, încă nestandardizată, a început spre sfârșitul secolului al XVIII-lea. Standardizarea a început cu practicarea unei limbi literare mult mai apropiate de limba vorbită. Pionierul acesteia a fost Ivan Kotlearevski (1769-1838), începând cu poemul său eroi-comic Eneida, publicat în 1798, într-o limbă bazată pe graiul din dialectul de sud-est vorbit în regiunea Poltavei. El a fost urmat de alți scriitori care au cultivat limba ucraineană, dintre care cel mai de seamă a fost Taras Șevcenko (1814-1861), tot din partea din Imperiul Rus a Ucrainei. El a folosit o limbă bazată pe mai multe dialecte. În partea din Imperiul Austriac a Ucrainei actuale s-a remarcat alt clasic al literaturii ucrainene, Ivan Franko (1856-1916), apoi, iar în partea din Imperiul Rus, scriitoarea Lesia Ukrainka (1871-1913).
În Imperiul Rus, practicarea limbii ucrainene a fost îngrădită de politica de stat. O circulară din 1863, întărită de un decret din 1876 a interzis folosirea limbii ucrainene în afara comunicării personale și a literaturii beletristice. Nici organe de presă nu puteau apărea în ucraineană. În învățământ, în domeniul științific și tehnic, în alte domenii ale vieții sociale domina limba rusă. Era interzisă în viața publică însăși folosirea termenului „limbă ucraineană”, fiind înlocuită cu малорусский язык malorusskii iazîk (literal „limba rusă mică”). În același timp, în afara Imperiului Rus existau condiții social-politice mai favorabile pentru formarea și dezvoltarea limbii ucrainene standard. Existau școli, catedre universitare, organizații și asociații, presă și editare de cărți ucrainene. Intelectualii ucraineni din vest cunoșteau cultura occidentală mai ales prin intermediul limbilor poloneză și germană. Aceste condiții au contribuit la îmbogățirea limbii ucrainene cu terminologii științifice și tehnice, precum și la dezvoltarea sistemului ei de formare a cuvintelor și a semanticii sale lexicale.
După ridicarea în 1905 a restricțiilor impuse folosirii limbii ucrainene în Imperiul Rus, materialul lingvistic din vest a devenit parte a limbii ucrainene standard comune.
După Primul Război Mondial și destrămarea Austro-Ungariei, părți ale Ucrainei actuale au devenit teritorii ale Poloniei, Cehoslovaciei și României.
După o scurtă perioadă de independență (1917-1921), Ucraina rămasă pe teritoriul fostului Imperiu Rus a devenit Republica Sovietică Socialistă Ucraineană, în principiu la egalitate cu alte 15, inclusiv cea rusă, a început procesul constituirii națiunii ucrainene și s-a definitivat standardizarea limbii ucrainene contemporane. În urma celui de-Al Doilea Război Mondial, teritoriile din Ucraina actuală ce rămăseseră în afara Uniunii Sovietice au fost încorporate în aceasta. Sub regimul comunist, dezvoltarea limbii ucrainene a avut o perioadă favorabilă până în anii 1930, și mai puțin favorabilă începând cu aceștia. Conform constituției Uniunii Sovietice din 1977, ucrainenii aveau statutul de națiune, aveau dreptul să-și folosească limba, de a-și urma studiile în limba maternă; legile adoptate la nivel unional erau publicate și în ucraineană; în Ucraina, procedeele juridice se efectuau în această limbă. Rusa avea totuși o situație privilegiată ca limbă a puterii centrale, și bilingvismul avea o extindere importantă, care se menține și în secolul al XXI-lea.
După declararea independenței în 1991, limba ucraineană s-a afirmat tot mai mult ca limbă națională și a devenit singura limbă oficială. Totuși, în 2005, Ucraina a ratificat Carta Europeană a Limbilor Regionale sau Minoritare pentru 17 limbi. O lege din 2012 a stipulat că limbile vorbite de cel puțin 10% din populația unei regiuni au statutul de limbă regională și se pot folosi în justiție, în administrație și ca limbi de predare în învățământul de stat. Însă în 2018, Curtea Constituțională a declarat neconstituțională legea din 2012, iar în 2019 a fost adoptată o lege referitoare la folosirea limbilor, care o restrânge pe cea a limbilor minoritare.

## Fonetism și prozodie

### Vocale

Vocalele limbii ucrainene

Limba ucraineană are șase foneme vocalice: /i/, /ɪ/, /ɛ/, /ä/, /u/ și /ɔ/.
Unele din aceste foneme au alofoni, adică se realizează cu unele trăsături diferite de cele atribuite fonemelor corespunzătoare. Astfel, /ɪ/ și /ɛ/ se apropie mai mult sau mai puțin una de alta în funcție de contextul fonetic, uneori ambele realizându-se [e], aproximativ ca vocala din română scrisă e. Alteori, /ɪ/ se apropie de /ɨ/, proprie și celei române scrise î.
/ɔ/ neaccentuat înainte de [u], uneori [i], accentuate, se apropie de /u/, de [ɔw] sau de /o/, aproximativ ca cea română scrisă o.

### Consoane
În ucraineană sunt 32 de foneme consonantice:
|                  | Bilabiale | Labiodentale | Alveolare    | Alveolare | Postalveolare | Palatală | Velare | Glotală |
| Nepalatalizate   | Bilabiale | Labiodentale | Palatalizate |           | Postalveolare | Palatală | Velare | Glotală |
| ---------------- | --------- | ------------ | ------------ | --------- | ------------- | -------- | ------ | ------- |
| Oclusive         | p b       |              | t d          | tʲ dʲ     |               |          | k ɡ    |         |
| Africate         |           |              | t͡s d͡z        | t͡sʲ d͡zʲ   | t͡ʃ d͡ʒ         |          |        |         |
| Fricative        |           | f            | s z          | sʲ zʲ     | ʃ ʒ           |          | x      | h       |
| Sonante          |           | ʋ            |              |           |               | j        |        |         |
| Vibrante         |           |              | r            | rʲ        |               |          |        |         |
| Sonante laterale |           |              | l            | lʲ        |               |          |        |         |
| Nazale           | m         |              | n            | nʲ        |               |          |        |         |

Observație: În funcție de contextul fonetic, /ʋ/ se realizează deseori [v] sau [w].

### Corespondența scriere – pronunțare
Limba ucraineană folosește scrierea cu alfabetul chirilic adaptat pentru această limbă. Scrierea este în general fonemică, dar sunt și excepții.
Corespondența dintre literele alfabetului ucrainean și pronunțarea lor este următoarea:
| Litere | Transliterare | Exemple                                | AFI   | Pronunțare aproximativ ca în |
| ------ | ------------- | -------------------------------------- | ----- | ---------------------------- |
| А а    | a             | анекдот anekdot „anecdotă”             | [a]   | ac                           |
| Б б    | b             | боротьба borotʹba „luptă”              | [b]   | bun                          |
| В в    | v             | вiн vin „el”                           | [v]   | voce                         |
| В в    | v             | дзвона dzvona „clopot”                 | [ʋ]   | es lava „lavă”               |
| В в    | v             | любов ljubov „iubire”, вовк vovk „lup” | [w]   | nou                          |
| Г г    | h             | голуб holub „porumbel”                 | [h]   | horă                         |
| Ґ ґ    | g             | Ґвінея Gvineja                         | [ɡ]   | Guinea                       |
| Д д    | d             | дівка divka „fată”                     | [d]   | dor                          |
| Е е    | e             | мед med „miere”                        | [ɛ]   | mere, în graiul maramureșean |
| Є є    | je            | Євген Jevhen „Eugen”                   | [jɛ]  | iepure                       |
| Ж ж    | ž             | служба služba „slujbă”                 | [ʒ]   | slujbă                       |
| З з    | z             | згоріти zhority „a arde                | [z]   | zori                         |
| И и    | y             | бити byty „a bate”                     | [ɪ]   | en bit                       |
| І і    | i             | інший inšyj „alt(ul)”                  | [i]   | inel                         |
| Ї ї    | ji            | їсти jisty „a mânca”                   | [ji]  | en yeast „drojdie”           |
| Й й    | j             | гей hej „hei”                          | [j]   | hei                          |
| К к    | k             | кінь kinʹ „cal”                        | [k]   | cal                          |
| Л л    | l             | ластівка lastivka „rândunică”          | [l]   | loc                          |
| М м    | m             | маківка makivka „mac”                  | [m]   | mac                          |
| Н н    | n             | ніс nis „nas”                          | [n]   | nas                          |
| О о    | o             | один odyn „unu”                        | [ɔ]   | en not „nu”                  |
| П п    | p             | пара para „pereche”                    | [p]   | păr                          |
| Р р    | r             | річка rička „râu”                      | [r]   | râu                          |
| С с    | s             | синій synij „albastru”                 | [s]   | soc                          |
| Т т    | t             | ти ty „tu”                             | [t]   | tu                           |
| У у    | u             | Україна Ukrajina                       | [u]   | Ucraina                      |
| Ф ф    | f             | форма forma „formă”                    | [f]   | formă                        |
| Х х    | ch            | хлопець chlopecʹ „băiat”               | [x]   | hram                         |
| Ц ц    | c             | цар car „țar”                          | [t͡s]  | țar                          |
| Ч ч    | č             | чай čaj                                | [t͡ʃ]  | ceai                         |
| Ш ш    | š             | шість šistʹ „șase”                     | [ʃ]   | șase                         |
| Щ щ    | šč            | щастя ščastja „fericire”               | [ʃt͡ʃ] | scenă                        |
| Ь ь    | ʹ             | вість vistʹ „veste”                    | [◌ʲ]  | chiar                        |
| Ю ю    | ju            | ізюм izjum „stafidă”                   | [ju]  | iureș                        |
| Я я    | ja            | якби jakby „dacă”                      | [ja]  | iarbă                        |

Note:
1. ↑  La început de cuvânt.
2. ↑  Sunet intermediar între [v] și [u], de exemplu între o consoană și o vocală.
3. ↑  La sfârșit de cuvânt și înainte de consoană în aceeași silabă.
4. ↑  Provine din fonemul protoslav /ɡ/, care s-a păstrat în alte limbi slave, de pildă rusa.
5. ↑  Rar în ucraineană, numai în împrumuturi.
6. ↑  Sunet intermediar între cele redate în română cu i și î.
7. ↑  Literă numită „semn moale”. Semnalează palatalizarea consoanei transcrise cu litera precedentă.

Consoanele africate sonore sunt redate prin digrame:
| Digrame | Transliterare | Exemple                     | AFI  | Pronunțare aproximativ ca în      |
| ------- | ------------- | --------------------------- | ---- | --------------------------------- |
| дз      | dz            | дзеркало dzerkalo „oglindă” | [d͡z] | dzâc „zic” în graiul maramureșean |
| дж      | dž            | джинси džynsy „blugi”       | [d͡ʒ] | blugi                             |

În ucraineană există și consoane lungi, redate prin dublarea literelor respective. Sunt caracteristice pentru o categorie de substantive de genul neutru terminate în -я -ja: пітання pytannja „întrebare”, життя „žyttja” „viață”, весілля vesillja „nuntă”, подружжя podružžja „căsătorie”, обличчя obliččja „față” etc. Mai apar și în derivarea cu prefixe (ex. беззубий bezzubyj „fără dinți, știrb”), derivarea cu sufixe (ex. неписменний nepismennyj „analfabet”) și în unele forme cazuale, ex. сіль silʹ „sare” → сіллю sillju „cu sare” (la cazul instrumental).

### Palatalizarea consoanelor
Consoanele sunt deseori palatalizate (muiate).
Cele palatalizate din tabelul consoanelor sunt foneme. Palatalizarea lor nu se redă în scris atunci când sunt urmate de următoarele litere:
- я (ja): дякую djakuju „mulțumesc”;
- є (je): майбутнє majbutnje „viitor”;
- i: дівка divka „fată”;
- ю (ju): любов ljubov „iubire”.

În alte poziții, adică înaintea vocalei [ɔ], înaintea unei consoane și la sfârșit de cuvânt, palatalizarea este redată prin semnul moale (ь):
сьогодні sʹohodnʹi „astăzi”;
боротьба borotʹba „luptă”;
хлопець chlopecʹ „băiat”.
Consoanele care nu au pereche palatalizată fonem, pot fi și ele palatalizate, dar în mai mică măsură, și numai înaintea vocalei [i]. Palatalizarea lor este redată numai prin litera vocalică i: білий [bʲilɪj] „alb”, місто [mʲisto] „oraș”, кінь [kʲinʲ] „cal”, шість [ʃʲistʲ] „șase” etc. Ultima consoană din cele două reprezentate de litera щ (šč) este de asemenea palatalizată înainte de [i], ex. площі [plɔʃt͡ʃʲi] „piețe” (căi publice).
Consoanele nelabiale sunt palatalizate fără ca aceasta să fie redat în scris, și înaintea unei alte consoane palatalizate, ex. сніг [sʲnʲih] „zăpadă”.
Scrierea limbii ucrainene mai folosește și apostroful (’) înaintea literelor я (ja), ю (ju), є (je) și ï (ji), pentru a semnala nepalatalizarea consoanelor dinaintea lui [j] redat de aceste litere, ex. з’їзд [zjizd] „congres”, дит’ясла [dɪtjasla] „creșă”, п’ять [pjatʲ] „cinci”.

### Schimbări fonetice
În limba ucraineană se produc multe schimbări fonetice, mai ales în cursul flexiunii și al formării de cuvinte.

#### Alternanțe consonantice
Cele mai importante alternanțe consonantice sunt:
- [k] – [t͡ʃ]: рік [rʲik] „an” – річний [rʲit͡ʃnɪj] „anual”;
- [h] – [ʒ]: слуга [sluha] „slugă” – служити [sluʒɪtɪ] „a sluji”;
- [x] – [ʃ]: страх [strax] „frică” – страшити [straʃɪtɪ] „a înfricoșa”;
- [k] – [t͡sʲ]: книжка [knɪʒka] „carte” – книшці [knɪʒt͡sʲi] „cărții” (dativ);
- [h] – [zʲ]: нога [noha] „picior” – нозі [nozi] „piciorului” (dativ);
- [x] – [sʲ]: вухо [vuxo] „ureche” – у вуcі [u'vusʲi] „în ureche” (locativ).

#### Alternanțe vocalice
Vocala [i] alternează deseori cu [ɔ], ex. кінь ['kʲinʲ] „cal” – коня [kɔ'nʲa] „al/a/ai/ale calului”.
[i] alternează de multe ori și cu [ɛ], ex. він ніс ['vin 'nʲis] „el purta” – вона несла [vɔ'na nɛ'sla] „ea purta”.
Există și alternanță [ji] – [jɛ], ex. Київ ['kɪjiw] „Kiev” – Києва ['kɪjɛʋa] „al/a/ai/ale Kievului”.
Sunt de asemenea alternanțe [ɔ] – zero și [ɛ] – zero, în mod tipic în declinare, când desinența este vocalică:
куток [kutɔk] „colț” – куткі [kutkʲi] „colțuri”;
день [dɛnʲ] „zi” – дня [dnʲa] „al/a/ai/ale zilei”.

#### Asimilări de consoane
Când ajung în contact anumite consoane în cursul flexiunii sau al formării de cuvinte, una o asimilează pe cealaltă, adică îi transferă toate sau o parte din trăsăturile sale articulatorii. Când asimilarea este totală, rezultă o consoană lungă, care poate fi indicată fonetic și cu semnul [◌ː].
Unele asimilări nu sunt redate în scris, urmându-se principiul morfologic în ortografie. Astfel sunt următoarele asimilări regresive (când o consoană o asimilează pe cea precedentă):
- [ʒ] + [t͡sʲ] → [zʲt͡sʲ]: книжка [knɪʒka] „carte” → книжці [knɪzʲt͡sʲi] „cărții” (dativ);
- [t͡ʃ] + [t͡sʲ] → [t͡sʲː]: дочка [dɔčka] „fiică” → дочці [dɔt͡sʲːi] „fiicei” (dativ);
- [ʃ] + [sʲ] → [sʲː]: умиєшся [umʲijɛsʲːa] „te speli”[46];
- [z] + [ʒ] → [ʒː]: безжалiсний [beʒːalʲisnɪj] „nemilos”;
- [z] + ʃ] → [ʃː]: без шапки [beʃːapkɪ] „fără șapcă”;
- [s] + [ʃ] → [ʃː]: підрісши [pidriʃːɪ] „care a crescut”;
- [t] + [t͡sʲ] → [t͡sʲt͡sʲ]: невістці [nevist͡sʲt͡sʲi] „norei” (dativ);
- [d] + [sʲ] → [d͡zʲsʲ]: людський [ljud͡zʲsʲkɪj] „omenesc”;
- [t] + [s] → [t͡sʲsʲ]: солдатський [sɔldat͡sʲsʲkɪj] „soldățesc”.

Alte asimilări, în unele grupuri de consoane, cauzate de schimbarea unor sufixe, apar în scris. Câteva exemple:
- -с(ь)к- → -щ-: полтавський poltavsʹkyj „din Poltava” → Полтавщина Poltavščyna „ținutul Poltavei”;
- -шк- → -щ-: дошка doška „scândură” → дощаний doščanyj „din scânduri”;
- -зьк- -жч- Кузько Kuzʹko (prenume) → Кужченко Kužčenko (nume de familie).

#### Reducerea unor grupuri de consoane
Prin adăugarea unor sufixe în derivare și a unor desinențe în flexiune s-ar forma în unele cazuri grupuri de trei consoane. Dintre acestea, cea din mijloc cade de obicei. Uneori, scrisul reflectă aceasta. Exemple:
вість vistʹ „veste” → вісник visnyk „vestitor”;
честь čestʹ „cinste” → чесний česnyj „cinstit”;
тиждень tyždenʹ „săptămână” → тижня tyžnja „al/a/ai/ale săptămânii”;
блиск blysk „strălucire” → блиснути blysnuty „a străluci”;
масло maslo „unt” → масний masnyj „unsuros”.
În câteva substantive, consoana lipsește la nominativ singular, dar apare la alte forme, ex. серце serce „inimă” → сердець „al/a/ai/ale inimilor”.
În unele cuvinte compuse autohtone și în împrumuturi, consoana [t] cade, în unele din grupuri mai mari de trei consoane, dar numai în vorbire:
шістдесят [ʃisdɛsjat] „șaizeci”;
агентство [ahenstvo] „agenție”.
Sunt și cazuri în care grupuri de trei consoane se scriu și se pronunță ca atare: тоскно toskno „(în mod) trist”, скнара sknara „(un) zgârcit”, пестливий pestlyvyj „delicat” etc.

### Accentuarea
În ucraineană, accentul poate fi pe oricare silabă a cuvântului, și nu este marcat în scrierea obișnuită, ci numai în lucrări de lingvistică și manuale, sau când este necesar să se diferențieze sensuri ale unor cuvinte care în alte privințe sunt omonime. Marcarea se face cu accent ascuțit (◌́). În acest articol, accentul este marcat numai în transliterarea cu alfabetul latin.
Exemple de cuvinte cu accentul pe diferite silabe:
маківка mákivka „capsulă de mac”;
механік mechánik „mecanic”;
перемога peremóha „victorie”;
університет universitét „universitate”.
Locul accentului se poate schimba pe același cuvânt în funcție de forma gramaticală, ex. маківка mákivka „capsulă de mac” – маківки makivký „capsule de mac”. Unele forme gramaticale se deosebesc numai prin locul accentului, adică acesta diferențiază sensuri gramaticale:
пера péra „pene” (nominativ-acuzativ plural) – пера perá „al/a/ai/ale penei” (genitiv singular);
води vódy „ape” (nominativ-acuzativ plural) – води vodý „al/a/ai/ale apei” (genitiv singular).
Locul accentului poate diferenția și sensuri lexicale, de exemplu:
замок zámok „castel” – замок zamók „lacăt”;
плакати plákaty „a plânge” – плакати plakáty „afișe”;
обід óbid „cerc” – обід obíd „prânz”.

## Gramatică

### Morfologie

#### Substantivul

##### Genul substantivelor
În ucraineană, substantivul poate fi de trei genuri: masculin, feminin sau neutru. Spre deosebire de limba română, în care substantivul neutru este de fapt masculin la singular și feminin la plural, în ucraineană, neutrul este mai clar marcat. Genul substantivelor este în general exprimat prin ultimul sunet al formei lor de bază, cea de nominativ singular, dar sunt și multe excepții.

###### Terminate în consoană dură
Aproape toate substantivele terminate în consoană dură, adică nepalatalizată, sunt de genul masculin, ex. робітник robitnyk „muncitor”, син syn „fiu”, будинок budynok „clădire”. O excepție de la aceasta sunt numele de ocupații practicate și de femei, cu care însă se acordă la feminin cuvintele care trebuie acordate în gen, ex. Президент прибув/прибула Prezident pribuv/pribula „Președintele/Președinta a sosit”. Majoritatea acestor cuvinte sunt împrumuturi relativ recente, dar există și unele autohtone, ca лікар likar „medic”.
Dintre un număr de substantive terminate în б b, п p, в v, м m, ф f, ш š, ч č, щ šč și ж ž, unele sunt masculine, altele – feminine. Exemple de masculine sunt ніж niž „cuțit”, плач plač „plânset”, рукав rukav „mânecă”. Cele feminine erau la origine terminate în aceleași consoane, dar muiate, care au devenit dure în cursul istoriei limbii, de exemplu în cuvintele подорож podorož „drumeție”, ніч nič „noapte”, кров krov „sânge”.

###### Terminate în consoană moale
Unele substantive terminate în consoană moale (palatalizată) sunt masculine, altele – feminine. Genul celor fără un sufix specific poate reieși numai din context. Masculine sunt біль bilʹ „durere”, день denʹ „zi”, нікель nikelʹ „nichel” etc., iar feminine лінь linʹ „lene”, осінь osinʹ „toamnă”, смерть smertʹ „moarte” etc.
Genul altor substantive este indicat de sufixe specifice. Astfel,
- Sunt masculine substantivele cu sufixele:
  - -ець -ecʹ: українець ukrajinecʹ „ucrainean”, читець čytecʹ „cititor” (cu voce tare) etc.;
  - -тель -telʹ: вчитель včytelʹ „învățător”, мислитель myslytelʹ „gânditor” etc.;
- Sunt feminine cele cu sufixul -ість -istʹ: молодість molodistʹ „tinerețe”, свіжість svižistʹ „prospețime” etc.

###### Terminate în-a
Majoritatea acestor substantive sunt feminine:
- fără sufix: сестра sestra „soră”, нога noha „picior”, сторона storona „parte” etc.;
- cu sufix specific: дочка dočka „fiică”, вівчарка vivčarka „ciobăniță”, студентка studentka „studentă” etc.

Sunt și nume comune de persoane terminate în -a, persoane al căror sex poate reieși din context: слуга sluha „slugă”, колега koleha „coleg, -ă”, листоноша lystonoša „poștaș, poștăriță”. Printre acestea sunt unele cu sufixul -xa -cha, care poate avea o valoare expresivă, ex. сіромаха siromacha „sărac, -ă”.
Pe lângă multele prenume feminine în -a sunt și prenume masculine cu această terminație. Acestea sunt fie diminutive, ca Жора Žora (< Георгій Heorhij „Gheorghe”), fie obișnuite, ca Микола Mykola „Nicolae”.
Sunt și câteva substantive neutre terminate în -a, în acestea fiind totdeauna accentuat, ex. ведмежа vedmežá „pui de urs”.

###### Terminate în-я-ja
O parte din aceste substantive sunt feminine: fără sufix (ex. цибуля cybulja „ceapă”) sau cu sufixul -ниця -nycja, ex. робітниця robitnycja „muncitoare”.
Altele denumesc atât persoane de sex masculin, cât și de sex feminin, ex. п’яниця pjanycja „bețiv, -ă”, тихоня tychonja „persoană tăcută”.
Terminate în -я mai sunt și prenume feminine, precum și masculine diminutivate: Вася Vasja (< Василь Vasylʹ „Vasile”), Женя Ženja (< Євген Jevhen „Eugen”).
Multe substantive cu această terminație sunt neutre, ex. здоров’я zdorovja „sănătate”. Printre ele sunt și nume de pui de animale: каченя kačenja „boboc de rață”, лисеня lysenja „pui de vulpe” etc. Sunt ușor de recunoscut ca neutre substantivele cu -я precedat de o consoană lungă, ca почуття počuttja „sentiment”, моделювання modeljuvannja „modelare” etc.

###### Terminate în-oși în-e
Numele comune terminate în -o sunt toate neutre, ex. вікно vikno „fereastră”, коліно kolino „genunchi”, місто misto „oraș”.
O seamă de prenume masculine diminutive sau nu au de asemenea această terminație: Ванько Vanʹko (< Іван Ivan), Павло Pavlo „Pavel” etc. Sunt și nume comune de persoană masculine care intră în această categorie, unele obișnuite, altele diminutive: батько batʹko „tată”, батенько batenʹko „tătic”.
Practic toate substantivele terminate în -e sunt neutre, ex. місце misce „loc”, поле pole „câmp”, явище javišče „fenomen”.

#### Declinarea substantivelor
Limba ucraineană se caracterizează printr-un grad relativ înalt de sintetism, mai înalt decât al limbii române. Aceasta se manifestă printr-o flexiune relativ bogată. Domeniul nominal se caracterizează prin șase cazuri, plus, la substantiv, vocativul, relativ bine distinse prin desinențe. Funcția primordială a substantivului la fiecare din acestea este:
- nominativ (N.) – subiect;
- genitiv (G.) – atribut substantival care exprimă posesorul;
- dativ (D.) – complement indirect de atribuire;
- acuzativ (A.) – complement direct;
- instrumental (I.) – complement circumstanțial instrumental și sociativ;
- locativ (L.) – complement circumstanțial de loc;
- vocativ (V.) – caz fără funcție sintactică, folosit în adresarea directă.

Substantivele se împart în patru clase de declinare în funcție de gen și de terminația formei de bază. În cadrul acestora sunt și subclase, după cum radicalul substantivelor se termină în consoană dură, consoană moale sau consoană șuierătoare (ш š, ж ž, ч č, дж dž). Mai jos sunt date numai exemple reprezentative pentru majoritatea substantivelor din fiecare clasă și subclasă.

###### Declinarea I
Această clasă cuprinde substantive masculine cu radicalul terminat în consoană, și neutre cu nominativul singular în -o, -e sau -ja, în afara celor cu sufixele -at-, -jat- și -en- înaintea desinenței, la cazurile altele decât nominativul și acuzativul. Exemple:
Singular:
| N. | брат brat „frate” | гай haj „pădurice” | село selо „sat” | поле polе „câmp” | знання znannja „cunoaștere” |
| G. | bratа             | haju               | selа            | polja            | znannja                     |
| D. | bratu sau bratоvi | haju sau hajevi    | selu            | polju            | znannju                     |
| A. | bratа             | haj                | selо            | polе             | znannja                     |
| I. | bratоm            | hajem              | selоm           | polеm            | znannjam                    |
| L. | brati sau bratоvi | haji sau haju      | seli            | poli             | znanni                      |
| V. | brate             | haju               | selо            | polе             | znannja                     |

Plural:
| N. | braty   | haji   | selа   | polja          | znannja   |
| G. | brativ  | hajiv  | sil    | poliv sau pilʹ | znannʹ    |
| D. | bratаm  | hajam  | selаm  | poljam         | znannjam  |
| A. | brativ  | haji   | selа   | polja          | znannja   |
| I. | bratаmy | hajamy | selаmy | poljamy        | znannjamy |
| L. | bratаch | hajach | selаch | poljach        | znannjach |
| V. | braty   | haji   | selа   | polja          | znannja   |

Observații:
1. Numele de animate au cazul acuzativ egal cu genitivul, iar cele inanimate – cu nominativul.
2. Numai primele două subclase au formă de vocativ, și numai la singular. Numai prima are formă aparte, a doua are vocativul egal cu genitivul, iar celelalte, precum și toate la plural, au vocativul egal cu nominativul.
3. Substantivul neutru поле polе „câmp” are două variante la genitiv plural. A doua are desinența zero, ca și celelalte două substantive neutre la acest caz.
4. Cuvintele de acordat se acordă la neutru cu împrumuturile terminate în -o și în -e, dar aceste substantive nu se declină.

###### Declinarea a II-a
Această clasă este cea a substantivelor feminine și masculine cu forma de bază terminată în -a sau -ja.
Singular:
| N. | сестра sestra „soră” | межа meža „limită” | надія nadija „speranță” |
| G. | sestry               | meži               | nadiji                  |
| D. | sestri               | meži               | nadiji                  |
| A. | sestru               | mežu               | nadiju                  |
| I. | sestroju             | mežeju             | nadijeju                |
| L. | sestri               | meži               | nadiji                  |
| V. | sestro               | meže               | nadije                  |

Plural:
| N. | sestry   | meži   | nadiji   |
| G. | sester   | mež    | nadij    |
| D. | sestram  | mežam  | nadijam  |
| A. | sester   | meži   | nadiji   |
| I. | sestramy | mežamy | nadijamy |
| L. | sestrach | mežach | nadijach |
| V. | sestry   | meži   | nadiji   |

Observații:
1. Numai substantivele din această clasă au formă proprie la acuzativ singular, fie că sunt nume de animate sau de inanimate.
2. Numele de animate au numai la plural cazul acuzativ egal cu genitivul, iar cele inanimate – cu nominativul.
3. Toate subclasele au formă aparte de vocativ, dar numai la singular. La plural, toate au vocativul egal cu nominativul.

###### Declinarea a III-a
Aici intră substantivele feminine cu forma de bază terminată în consoană:
|    | Singular                   | Singular            | Plural     | Plural   |
| -- | -------------------------- | ------------------- | ---------- | -------- |
| N. | подорож podorož „drumeție” | вість vistʹ „veste” | podoroži   | visti    |
| G. | podoroži                   | visti               | podorožej  | vistej   |
| D. | podoroži                   | visti               | podorožam  | vistjam  |
| A. | podorož                    | vistʹ               | podoroži   | visti    |
| I. | podorožžju                 | vistju              | podorožamy | vistjamy |
| L. | podoroži                   | visti               | podorožach | vistjach |
| V. | podorože                   | viste               | podoroži   | visti    |

###### Declinarea a IV-a
Această declinare privește substantivele neutre cu nominativul singular terminat în -a sau -ja, cu sufixele -at-, -jat- și -en- înaintea desinenței, la cazurile altele decât N.-A. singular:
|    | Singular         | Singular         | Plural  | Plural   |
| -- | ---------------- | ---------------- | ------- | -------- |
| N. | ім’я imja „nume” | лоша loša „mânz” | imena   | lošata   |
| G. | imeni            | lošaty           | imen    | lošat    |
| D. | imeni            | lošati           | imenam  | lošatami |
| A. | imja             | loša             | imena   | lošata   |
| I. | imenem sau imjam | lošam            | imenamy | lošatami |
| L. | imeni            | lošati           | imenach | lošatach |

#### Adjectivul nepronominal
În gramatica limbii ucrainene se iau în seamă mai multe tipuri de adjective. În afara celor pronominale există alte trei tipuri de adjective:
- Adjectivele calificative exprimă însușiri, fiind singurele care permit gradarea și care pot îndeplini atât funcția de atribut, cât și cea de nume predicativ, ex. тихий tychyj „liniștit”.
- Adjectivele relaționale exprimă o relație între două substantive, nu cunosc categoria comparației și, în mod normal, nu pot fi nume predicative. Aceste adjective sunt derivate din substantive, cele care intră în relație cu substantivul al căror atribut sunt, ex. кам’яний kamjanyj „de piatră”.
- Adjectivele posesive (care nu sunt de confundat cu adjectivele pronominale prosesive) sunt derivate de la substantive și îndeplinesc funcția de atribut adjectival ce exprimă posesorul a ceea ce denumește substantivului determinat. Aceste adjective se formează cu sufixe specifice pentru genul substantivului de la care provin (ex. батькiв batʹkiv (masculin) „(al) tatălui”, сестрин sestrin „(al) surorii”) și se acordă ca toate adjectivele, în gen, număr și caz cu substantivul determinat.

##### Declinarea adjectivelor
În ucraineană, adjectivele calificative și cele relaționale se deosebesc de substantive prin terminații specifice date de desinențele la nominativ singular masculin. Ele cunosc două tipuri de declinare, dură și moale.
Declinarea dură este în primul rând cea a adjectivelor calificative și relaționale cu desinența -yj la nominativ singular masculin:
| Caz | Singular                  | Singular         | Singular  | Plural                    |
| Caz | Masculin                  | Neutru           | Feminin   | Plural                    |
| --- | ------------------------- | ---------------- | --------- | ------------------------- |
| N.  | білий bilyj „alb”         | біле bile        | біла bila | bili                      |
| G.  | biloho                    | biloho           | biloji    | bilych                    |
| D.  | bilomu                    | bilomu           | bilij     | bilym                     |
| A.  | inanimat = N. animat = G. | = N.             | bilu      | inanimat = N. animat = G. |
| I.  | bilym                     | bilym            | biloju    | bilymy                    |
| L.  | bilomu sau bilim          | bilomu sau bilim | bilij     | bilych                    |

Declinarea adjectivelor posesive este tot dură. Diferă numai forma de nominativ singular și faptul că i din desinența -iv alternează la celelalte cazuri cu două vocale diferite, în funcție de terminația dură sau moale a substantivului din care derivă adjectivul:
- брат brat → brativ „(al) fratelui” – bratovoho etc.;
- Андріj Andrij → Andrijiv „(al) lui Andrij” – Andrijevoho.

Declinarea moale caracterizează adjectivele calificative și relaționale terminate la nominativ singular masculin în -ij:
| Caz | Singular                  | Singular          | Singular   | Plural                    |
| Caz | Masculin                  | Neutru            | Feminin    | Plural                    |
| --- | ------------------------- | ----------------- | ---------- | ------------------------- |
| N.  | синій synij „albastru”    | синє synje        | синя synja | сині syni                 |
| G.  | synʹoho                   | synʹoho           | synʹoji    | synich                    |
| D.  | synʹomu                   | synʹomu           | synij      | synim                     |
| A.  | inanimat = N. animat = G. | = N.              | synju      | inanimat = N. animat = G. |
| I.  | synim                     | synim             | synʹoju    | synimy                    |
| L.  | synʹomu sau synim         | synʹomu sau synim | synij      | synich                    |

##### Gradele de comparație
În ucraineană există sinonimie morfologică în exprimarea gradelor de comparație, între forme sintetice (cu afixe) și forme analitice, cu adverbele având sensul „mai mult”, respectiv „mai puțin” puse înaintea formei de grad pozitiv.
În mod regulat, gradele de comparație se formează după cum urmează:
| Gradul                                      | Formă sintetică      | Formă analitică      |
| ------------------------------------------- | -------------------- | -------------------- |
| Pozitiv:                                    | теплий teplyj „cald” | теплий teplyj „cald” |
| Gradul comparativ de superioritate:         | teplišyj             | bilʹš teplyj         |
| Gradul comparativ de inferioritate:         | –                    | menš teplyj          |
| Gradul superlativ relativ de superioritate: | najteplišyj          | najbilʹš teplyj      |
| Gradul superlativ relativ de inferioritate: | –                    | najmenš teplyj       |

Gradul superlativ relativ de superioritate format sintetic poate fi intensificat cu alte două prefixe: jaknajteplišyj sau ščonajteplyj „de departe cel mai cald”.
Sunt și adjective cu grad comparativ de superioritate format neregulat, de exemplu:
далекий dalekyj „îndepărtat” – дальший dalʹšyj;
близький blyzʹkyj „apropiat” – ближчий blyžčyj;
високий vysokyj „înalt” – вищий vyščyj.
Alte forme neregulate sunt supletive (alte cuvinte decât adjectivul de bază):
великий velykyj „mare” – більший bilʹšyj;
малий malyj „mic” – менший menšyj;
добрий dobryj „bun” – ліпший lipšyj, кращий kraščyj;
поганий pohanyj „rău” – гірший hiršyj.

#### Pronumele
Ca în limba română, și în ucraineană există cuvinte care sunt numai pronume, de exemplu cele personale, și altele, care pot fi și adjective pronominale, de pildă mare parte din cele nehotărâte.

##### Pronumele personale
Formele și declinarea pronumelor personale sunt cele de mai jos. Printre ele se include și singurul pronume reflexiv:
| Caz | Singular | Singular | Singular                | Singular  | Plural   | Plural   | Plural         | Pronumele reflexiv |
| --- | -------- | -------- | ----------------------- | --------- | -------- | -------- | -------------- | ------------------ |
| N.  | ja „eu”  | ty „tu”  | vin „el”, vono – neutru | vona „ea” | my „noi” | vy „voi” | vony „ei, ele” | –                  |
| G.  | mene     | tebe     | joho/njoho              | jiji/neji | nas      | vas      | jich/nych      | sebe               |
| D.  | meni     | tebi     | jomu                    | jij       | nam      | vam      | jim            | sobi               |
| A.  | mene     | tebe     | joho/njoho              | jiji/neji | nas      | vas      | jich/nych      | sebe               |
| I.  | mnoju    | toboju   | nym                     | neju      | namy     | vamy     | nymy           | soboju             |
| L.  | meni     | tebi     | njomu sau nim           | nij       | nas      | vas      | nych           | sobi               |

Observații:
1. Accentul pe mene, tebe și sebe își schimbă locul în funcție de prezența sau nu a unei prepoziții înaintea lor. De exemplu, la acuzativ mené „pe mine” – pro méne „despre mine”.
2. Formele alternative cu n inițial se folosesc după prepoziții, ex. acuzativ jiji „pe ea” – dlja néji „pentru ea”.
3. Pronumele vy este și de politețe, atât în adresarea către mai multe persoane, cât și către una.
4. Aceleași forme corespund și formelor accentuate, cât și celor neaccentuate din română.

Pronumele reflexiv sebe corespunde uneori cu pronumele românesc sine. Se referă totdeauna la subiectul propoziției, de orice gen, număr și persoană ar fi acesta. Exemple:
Завтра ми повернемося до себе Zavtra my povernemosja do sebe „Mâine ne întoarcem la noi acasă”;
Перед собою я раптом побачив старого друга Pered soboju ja raptom pobačyv staroho druha „Brusc am văzut în fața mea un vechi prieten”.
Pronumelor reflexive neaccentuate din română le corespunde particula reflexivă -ся -sja adăugată verbului, echivalentă cu pronumele reflexiv românesc „se”, cu deosebirea că în ucraineană se folosește la toate persoanele, ex. повернемося povernemosja „ne întoarcem”.

##### Pronumele-adjective posesive
În ucraineană, pronumele posesive se folosesc cu aceeași formă și ca adjective pronominale posesive. Formele lor de nominativ sunt cele de mai jos.
| Posesor(i) | Obiect(e) posedat(e) | Persoana I                     | Persoana a II-a                   | Persoana a III-a                         |
| ---------- | -------------------- | ------------------------------ | --------------------------------- | ---------------------------------------- |
| Unul       | Unul                 | mij (m.), moje (n.), moja (f.) | tvij (m.), tvoje (n.), tvoja (f.) | –                                        |
| Unul       | Mai multe            | moji                           | tvoji                             | –                                        |
| Mai mulți  | Unul                 | naš (m.), naše (n.), naša (f.) | vaš (m.), vaše (n.), vaša (f.)    | jichnij (m.), jichnje (n.), jichnja (f.) |
| Mai mulți  | Mai multe            | naši                           | vaši                              | jichni                                   |

Observații:
1. Abrevierile m., n. și f. indică genul obiectului posedat, cu care se acordă pronumele-adjectiv posesiv, prin urmare mij brat (m.) „fratele meu”, moje pole (n.) „câmpul meu”, moje žyttja (n.) „viața mea”, moja sestra (f.) „sora mea”.
2. În cazul mai multor posesori de persoana a III-a, pronumele se acordă de asemenea cu obiectul/obiectele posedate, deci jichnij brat (m.) „fratele lor”, jichnje pole (n.) câmpul lor”, jichnja sestra (f.) „sora lor”, jichni braty/polja/sestry „frații/câmpurile/surorile lor”.
3. Posesorul unic de persoana a III-a se exprimă cu genitivul pronumelui personal, care este invariabil: joho brat/ pole/ sestra/ braty/ polja/ sestry „fratele/ câmpul/ sora/ frații/ câmpurile/ surorile lui”, jiji brat/ pole/ sestra/ braty/ polja/ sestry „fratele/ câmpul/ sora/ frații/ câmpurile/ surorile ei”.

Posesivele se acordă și în caz cu obiectul posedat, prin urmare se declină ca adjectivele, de exemplu:
| Caz | Masculin singular         | Neutru singular  | Feminin singular | Plural                    |
| --- | ------------------------- | ---------------- | ---------------- | ------------------------- |
| N.  | mij                       | moje             | moja             | moji                      |
| G.  | moho                      | moho             | mojeji           | mojich                    |
| D.  | mojemu                    | mojemu           | mojij            | mojim                     |
| A.  | inanimat = N. animat = G. | = N.             | moju             | inanimat = N. animat = G. |
| I.  | mojim                     | mojim            | mojeju           | mojimy                    |
| L.  | mojemu sau mojim          | mojemu sau mojim | mojij            | mojich                    |

Există și un pronume-adjectiv posesiv reflexiv. Este folosit în locul celorlalte posesive pentru ceea ce este posedat de subiect. Formele sale sunt svij, svoje, svoja, svoji. Exemple de folosire:
Я взяв свою валізку Ja vzjav svoju valizku „Eu am luat valiza mea” vs. Він взяв мою валізку Vin vzjav moju valizku „El a luat valiza mea”;
Він взяв свою валізку Vin vzjav svoju valizku „El a luat valiza sa” vs. Я взяв його валізку Ja vzjav joho valizky „Eu am luat valiza lui”;

##### Pronumele-adjective demonstrative
Și demonstrativele au aceleași forme ca pronume și ca adjective pronominale. În limba ucraineană standard sunt două demonstrative, care se declină ca adjectivele:
Forme de apropiere:
| Caz | Masculin singular         | Neutru singular | Feminin singular        | Plural                    |
| --- | ------------------------- | --------------- | ----------------------- | ------------------------- |
| N.  | cej „acest(a)”            | ce „acest(a)”   | cja „această (aceasta)” | ci „acești(a), aceste(a)” |
| G.  | cʹoho                     | cʹoho           | cijeji                  | cych                      |
| D.  | cʹomu                     | cʹomu           | cij                     | cym                       |
| A.  | inanimat = N. animat = G. | = N.            | cju                     | inanimat = N. animat = G. |
| I.  | cym                       | cym             | cijeju                  | cymy                      |
| L.  | cʹomu sau cim             | cʹomu sau cim   | cij                     | cych                      |

Forme de depărtare:
| Caz | Masculin singular         | Neutru singular | Feminin singular  | Plural                    |
| --- | ------------------------- | --------------- | ----------------- | ------------------------- |
| N.  | toj „acel(a)”             | te „acel(a)”    | ta „acea (aceea)” | ti „acei(a), acele(a)”    |
| G.  | toho                      | toho            | tijeji            | tych                      |
| D.  | tomu                      | tomu            | tij               | tym                       |
| A.  | inanimat = N. animat = G. | = N.            | tu                | inanimat = N. animat = G. |
| I.  | tym                       | tym             | tijeju            | tymy                      |
| L.  | tomu sau tim              | tomu sau tim    | tij               | tych                      |

Aceste pronume pot fi folosite cu un o- protetic care întărește ideea de apropiere, respectiv de depărtare:
оцей ocej, оце oce, оця ocja, оцi oci;
отой otoj, оте ote, отa ota, отi oti.

##### Pronume interogativ-relative și pronume-adjective interogativ-relative
Numai pronume interogative sunt cele referitoare la identitatea unei persoane sau a unui inanimat. Se declină în felul următor:
| N. | хто chto „cine” | що ščo „ce”  |
| G. | koho            | čoho         |
| D. | komu            | čomu         |
| A. | koho            | ščo          |
| I. | kym             | čym          |
| L. | komu            | čomu sau čim |

Що ščo este și pronume relativ invariabil ce reprezintă și persoane. Exemple:
Там сидить дівчина, що мешкає в Одесі. Tam sydytʹ divčyna, ščo meškaje v Odesi „Acolo șade fata care locuiește în Odesa”;
Я не знаю людини, що їй я дав книжку Ja ne znaju ljudyny, ščo jij ja dav knyžku „Nu cunosc persoana căreia i-am dat cartea” (lit. „... ce ei eu am dat...”).
Скільки skilʹky „cât, câtă, câți, câte” este numai pronume interogativ. Are numai formă de plural, se declină ca atare, iar substantivul sau pronumele personal la a cărui cantitate se referă se folosește la genitiv plural:
Скільки це коштує? Skilʹky ce koštuje? „Cât costă asta?”;
Скільки вас там було? Skilʹky vas tam bulo? „Câți ați fost acolo?” (literal „Cât voi (G.) acolo era?) (construcție impersonală).
Alte pronume interogative sunt și relative, fiind de asemenea adjective pronominale. Au forme specifice ajectivelor și se declină ca acestea:
- Чий čyj, чиє čyje, чия čyja, чиї čyji „al/a/ai/ale cui” este cuvântul interogativ referitor la posesor: Чия це кімната? Čyja ce kimnata? „A cui e camera asta?”;
- Який jakyj, яке jake, яка jaka, які jaki poate fi:
  - pronume interogativ cu sensul „care (dintre mai mulți/multe)”: Який ви хочете? Jakyj vy chočete? „Pe care îl vreți?”;
  - adjectiv interogativ cu sensul „care, ce (fel de)”: Яка муха тебе вкусила? Jaka mucha tebe vkusyla? „Ce te-a apucat?” (lit. „Ce muscă te-a mușcat?”);
  - adjectiv exclamativ: Яка краса! Jaka krasa! „Ce frumusețe”;
  - pronume relativ, inclusiv în loc de що ščo: Там сидить дівчина, яка мешкає в Одесі „Acolo șade fata care locuiește în Odesa”.
- Котрий kotryj, котре kotre, котра kotra, котрі kotri este mai rar folosit decât який etc., ca:
  - pronume cu sensul „care (dintre mai mulți/multe)”: Котрий з них? Kotryj z nych? „Care dintre ei/ele?” ;
  - pronume sau adjectiv relativ: Вибирай з трьох, котрий до вподоби Vybyraj z trjoh kotryj do vpodoby „Alege care îți place din cei/cele trei”.

##### Pronume și adjective nehotărâte și negative
Printre aceste cuvinte, unele sunt numai pronume, altele pot fi și adjective pronominale. Cele mai multe sunt formate de la interogative, cu afixe sau prin compunere cu elemente fără folosire autonomă, obținându-se și sinonime. Astfel sunt:
хтось chtosʹ, хто-небудь chto-nebudʹ, дехто dechto „cineva”;
щось ščosʹ, що-небудь ščo-nebudʹ, дещо deščo, хтозна-що chtozna-ščo (lit. „cine știe ce”) „ceva”;
будь-хто budʹ-chto, абихто abychto „oricine”;
будь-що budʹ-ščo „orice”;
якийсь jakyjsʹ, будь-який budʹ-jakyj, який-небудь jakyj-nebudʹ „oricare, oarecare”;
деякий dejakyj „un(ul) anume”;
всякий vsjakyj „de orice fel”.
În aceste pronume, partea de interogativ se declină ca atare și când sunt formate cu sufix, ex. комусь komusʹ „cuiva”. Dacă se folosesc cu o prepoziție, aceasta se poate plasa între prefix și interogativ: Я з деким / де з ким розмовляв Ja z dekym / de z kym rozmovljav „(Eu) am vorbit cu cineva”.
Tot de la pronume interogative sunt formate și cele negative, cu particula negativă ні folosită ca prefix:
ніхто nichto „nimeni”, ніщо niščo „nimic”, нікотрий nikotryj „niciun(ul)”, ніякий nijakyj „de niciun fel”.
Unele nehotărâte și negative nu provin de la interogative:
весь vesʹ „tot”, все vse „tot” (n.), вся vsja „toată” всі vsi „toți, toate”;
кожен/кожний kožen/kožnyj, кожне kožne, кожна kožna „fiecare”;
інший inšyj „alt(ul)”;
інакший inakšyj „de alt fel”;
жоден/жодний žoden/žodnyj, жодне žodne, жодна žodna „niciun(ul), nicio (niciuna)”.

#### Numeralul
În gramatica ucraineană se iau în seamă numerale cardinale, ordinale, colective, fracționare, aproximative și adverbiale.

##### Numeralele cardinale
Numele cifrelor sunt cele de mai jos:
1. один odyn, одна odna, одне odne sau одно odno
2. два dva (m., n.), дві dvi (f.)
3. три try
4. чотири čotyry
5. п’ять pjatʹ
6. шість šistʹ
7. сім sim
8. вісім visim
9. дев’ять devjatʹ

10 are numele десять desjatʹ.
Odyn are și forma de plural odni, folosit cu substantive numai cu formă de plural (pluralia tantum), ex. одні двері odni dveri „o ușă”, fără sens de articol nehotărât, ucraineana neavând articole. Odni este și pronume nehotărât, cu sensul „unii/unele”, în opoziție cu інші inši „alți(i)/alte(le)”.
Numerele de la 11 la 19 au structura numele cifrei + prepoziția на + -дцять -dcatʹ (< десять „zece”). Cinci nume de cifre suferă mici schimbări la contactul cu al doilea element: одинадцять (11), чотирнадцять (14), п’ятнадцять (15), шістнадцять (16), дев’ятнадцять (19).
Primele două zeci au structura cifră + -дцять; de la 50 la 80 – structura cifră + -десят; 40 și 90 – forme aparte: сорок sorok (40), дев’яносто devjanosto (90).
100 are numele сто sto. Sutele se numără cu cifrele precedându-l pe sto. În двісті dvisti (200), сто este la nominativ plural, în триста trista (300) și чотириста čotyrysta (400) – la genitiv singular, iar în celelalte – la genitiv plural: п’ятсот pjatsot (500) etc.
Numele lui 1000 este тисяча tysjača. Și miile se numără cu cifrele, apoi cu celelalte numere, punând tysjača la aceleași cazuri ca pe sto, dar nu sub formă de cuvinte compuse: dvi tysjači, tri tysjači, čotyry tysjači, pjatʹ tysjač etc.
După sutele de mii mai există мільйон milʹjon și мільярд milʹjard.
Printre cardinale se găsește și numeralul обидва obidva „amândoi”, обидві obydvi „amândouă”, considerat numeral colectiv în gramatica limbii române.
Numeralele cardinale se declină:
- Odyn se declină ca adjectivele de declinare dură.
- Celelalte cifre, numerele de la 11 la 19 și zecile terminate în -дцять și -десят se declină după același tip, cu mici diferențe la unele numerale și cu câte două variante în afara nominativului. Exemplu:

N. сім sim „șase”
G. семи semy sau сімох simoch
D. семи semy sau сімом simom
A. inanimat = N., animat = G.
I. сьома sʹoma sau сімома simoma
L. семи semy sau сімох simoch
La dva/dvi, try și čotyry lipsesc primele variante de mai sus.
Sorok (40), devjanosto (90) și sto (100) au numai câte două forme. Acestea sunt formele lor de nominativ, iar la toate celelalte cazuri au desinența -a, în afara acuzativului celor acordate cu inanimate, care este egal cu nominativul.
200, 300 și 400 se declină la fel:
N. dvisti (200)
G. dvochsot
D. dvomstam
A. dvisti
I. dvomastami
L. dvochstach
Celelalte sute urmează un tip diferit:
N. pjatsot (500)
G. pjatysot
D. pjatystam
A. pjatsot
I. pjatʹmastami sau pjatʹomastami
L. pjatystach
Tysjača (f.), milʹjon (m.) și milʹjard (m.) se declină ca substantivele.
Folosirea formelor cazuale ale numeralelor cardinale este prezentată în secțiunea Exprimarea cantității.

##### Numeralele ordinale
Aceste numerale au forma adjectivelor și se declină ca acestea. Primele două nu sunt derivate de la numeralele cardinale corespunzătoare: перший peršyj „primul”, друхий druchyj „al doilea”. Celelalte sunt derivate, bazele unora suferind unele schimbări:
try – tretij;
čotyry – četvertyj;
alternanță i – o în radical, ex. sim – sʹomyj;
depalatalizarea lui tʹ final, ex. desjatʹ – desjatyj;
sorok – sorokovyj;
devjanosto – devjanostyj;
sto – sotyj;
dvisti – dvochsotyj;
trysta – trʹochsotyj;
čotyrysta – čotyrʹochsotyj;
pjatsot – pjatysotyj;
šistsot – šestysotyj;
simsot – semysotyj;
visimsot – vosʹmysotyj;
devjatsot – devjatysotyj;
tysjača – tysjačnyj;
dvi tysjači – dvochtysjačnyj;
milʹjon – milʹjonnyj;
milʹjard – milʹjardnyj.
La numeralele ordinale formate din mai multe cuvinte, numai numele cifrelor devine ordinal, ex. сто двадцять сьома книжка sto dvadcatʹ sʹoma knyžka „a o sută douăzeci și șaptea carte”, сорок перший дом sorok peršyj dom „a patruzeci și una casă”.

##### Numeralele colective
Prin numerale colective se înțelege altceva în gramatica ucraineană, decât în cea română. Aceste numerale nu au corespondente în română. Sunt derivate de la cele cardinale până la 13, fiind folosite mai frecvent următoarele:
- cu sufixul -є -je:

два dva – двоє dvoje „doi”;
три try – троє troje „trei”;
- cu sufixul -еро -ero:

чотири čotyry – четверо četvero „patru”;
десять desjatʹ – десятеро desjatero „zece”.
Folosirea acestor numerale este limitată la grupuri de persoane, eventual de alte animate denumite cu un substantiv masculin. Dacă sunt urmate de un substantiv, acesta este la genitiv plural. În această situație sunt în concurență cu numeralele cardinale: dvoje brativ = dva braty „doi frați”, troje bobriv = try bobry „trei castori”. Fără substantiv se preferă numeralele colective: Нас було четверо Nas bulo četvero „Am fost patru”.

##### Numeralele fracționare
Numele fracțiilor folosite curent sunt următoarele:
- Cantitatea de ¼ se exprimă cu substantivul чверть čvertʹ „sfert”.
- Pentru ½ se folosesc două cuvinte:
  - Половина polovyna „jumătate” este un termen mai general, de exemplu în три з половиною дні tri z polovynoju dni „trei zile și jumătate”.
  - Пiв piv a evoluat din protoslavul polъ, din care a fost derivat половина. Se folosește mai ales în exprimarea orei, ex. пів до сьомої/на сьому piv do sʹomoji/na sʹomu „(ora) șase și jumătate” (lit. „jumătate la a șaptea”).
- Cantitatea de 1,5 se poate exprima cu o sintagmă (odyn z polovynoju „unu și jumătate”) sau cu substantivul plurale tantum півтора pivtora (m., n.), півтори pivtory (f.).
- Cuvântul compus півтораста pivtorasta exprimă numărul 150, însemnând de fapt „o sută și jumătate”.

Alte fracții ordinare se pot exprima în două feluri:
- Când numărătorul este 1, structura numeralului este: numeral ordinal care exprimă numitorul + substantivul частинa častyna „parte”, ex. десятa частинa desjata častina „a zecea parte”.
- Când numărătorul este mai mare de 1, structura este: numeral cardinal (numărătorul) + numeral ordinal (numitorul) la genitiv plural, ex. п’ять шостих pjatʹ šostych „cinci șesimi”.

Fracțiile mixte se exprimă cu sau fără folosirea susbstantivului ціла cila „întreg”: одна (ціла) і дві десятих odna (cila) i dvi desjatych (1,5) lit. „un (întreg) și două zecimi”.

##### Exprimarea  aproximativă a cantității
Cantitatea aproximativă se poate exprima în primul rând fără numerale, cu cuvinte precum багато bahato „mulți/multe”, небагато nebahato „nu (prea) mulți/multe”, кілька kilʹka „câțiva/câteva”, декілька dekilʹka „câțiva/câteva”.
Mai sunt și cuvinte compuse care conțin numerale.
- Кільканадцять kilʹkanadcatʹ exprimă un număr aproximativ între 11 și 19.
- Кількадесят kilʹkadesjat înseamnă „câteva zeci”.
- Кількасот kilʹkasotʹ – „câteva sute”.
- Стонадцять stonadcatʹ – „peste o sută”.

Acestea se declină ca numeralele cardinale care se termină cu același ultim component.
De la numeralul сто sto „sută” se formează substantivul feminin сотня sotnja „vreo sută”, cu pluralul sotni „sute”.

##### Numeralele adverbiale (de repetare)
Aceste numerale exprimă de câte ori se îndeplinește o acțiune. Lui 1 îi corespunde раз raz „o dată”. Lui 2 și 3 le corespund derivate de la numeralele cardinale: двічі dviči „de două ori”, respectiv тричі tryči „de trei ori”. Peste acestea se folosește numeralul cardinal + raz: п’ять раз pjatʹ raz „de cinci ori” etc.

##### Numele derivat al cifrelor
Există substantive feminine nume ale cifrelor, ex. двійка dvijka „un doi, doiul”, трійка trijka (3), четвірка četvirka (4), п’ятірка pjatirka (5) etc. Acestea se folosesc, de exemplu, pentru a numi notele școlare. Mai pot exprima și numărul de persoane participante la o acțiune, eventual intimitatea unor persoane dintr-un grup limitat la numărul respectiv, ex. dvijkamy „în doi”, trijkamy (I.) sau utrijku (L.) „în trei”.

##### Cuvinte compuse cu numerale
Există două asemenea substantive care denumesc momente ale zilei și puncte cardinale:
південь pivdenʹ „amiază” (lit. „jumătate-zi”) și „miazăzi, sud”;
північ pivnič „miezul nopții” (lit. „jumătate-noapte”) și „miazănoapte, nord”.
Cu numeralele cardinale și elementul secund de compunere -річчя -riččja, de la рік rik „an” se formează nume de perioade de un anumit număr de ani, și care exprimă aniversările: сорокаріччя sorokariččja „perioadă de patruzeci de ani” sau „a patruzecea aniversare, aniversarea a patruzeci de ani”.
Un nume de cifră și elementul -кутник kutnyk, de la кут kut „unghi” formează nume de figuri geometrice, ex. шестикутник šestykutnyk „hexagon”.
Se formează și adjective compuse cu numerale:
південний pivdennyj „de o jumătate de zi”, „de la amiază”, „de miazăzi, de (la) sud, sudic”;
піврічний pivričnyj „de o jumătate de an”;
п’ятдесят(и)річний pjatdesjat(y)ričnyj „(în vârstă/vechi) de cincizeci de ani”;
напівживий napivžyvyj lit. „viu pe jumătate”;
двоособовий dvoosobovyj „pentru două persoane”;
шестикутний šestykutnyj „hexagonal”;
половинчастий polovynčastyj „din două părți egale”.

#### Verbul
Ca în limbile slave în general, sistemul verbal ucrainean se caracterizează prin categoria gramaticală a aspectului exprimată sistematic din punct de vedere formal la toate modurile și timpurile. Sunt exprimate formal modurile indicativ (cu o formă de prezent, una de trecut și două de viitor), imperativ și condițional (cu câte o singură formă temporală). Aspectul este asociat cu exprimarea viitorului și a nuanțelor de trecut. La acesta din urmă, precum și la condițional, nu se exprimă categoria persoanei, dar sunt marcate genurile.

##### Aspectele verbelor
Practic fiecare verb există într-o pereche în care unul este de aspect numit imperfectiv, iar celălalt numit de aspect perfectiv, ambele având același sens lexical sau sensuri apropiate.
Mai jos se prezintă în linii mari ceea ce exprimă aspectele, dar există și destule situații care nu corespund acestei prezentări.
Un verb imperfectiv exprimă faptul că acțiunea era, este, va fi sau se dorește a fi în curs de desfășurare, adică apare ca nelimintată în timp. Aproape toate verbele imperfective pot fi și iterative, adică să exprime efectuarea repetată, obișnuită a acțiunii.
Un verb perfectiv exprimă faptul că acțiunea a fost, va fi sau se dorește a fi limitată în timp. Un asemenea verb poate indica faptul că acțiunea este realizată într-un moment sau într-o perioadă de timp, că este dusă până la limita posibilă, sau că începe într-un moment (incoativ).
O pereche de verbe de aspecte diferite este prezentă în următoarele propoziții:
Він читав книжку Vin čitav knyžku „(El) citea o carte/cartea” vs. Він прочитав книжку Vin pročitav knyžku „(El) a citit o carte/cartea”.
Aspectele sunt numai parțial în relație cu timpurile verbului. În ucraineană sunt exprimate trei timpuri (prezent, trecut și viitor), și sunt patru forme temporale: una de prezent, una de trecut și două de viitor. Din cauza caracterului său general, verbul imperfectiv poate plasa acțiunea în toate cele trei timpuri cu ajutorul acestor patru forme. În schimb, verbul perfectiv, exprimând în esență o acțiune săvârșită, nu exprimă de regulă timpul prezent, ci numai timpul trecut, cu forma de trecut, și timpul viitor, cu forma de prezent.
În română nu este caracteristică existența unor perechi verb imperfectiv – verb perfectiv, iar aceste aspecte se exprimă nesistematic la nivel gramatical, fiind implicite unor forme verbale temporale, numai la trecut. Imperfectul implică aspectul imperfectiv/iterativ, iar perfectul compus, perfect simplu și mai mult ca perfectul implică aspectul perfectiv.

###### Morfemele aspectelor
Într-o pereche de verbe de cele două aspecte, verbul de la care se formează celălalt poate fi sau cel imperfectiv, sau cel perfectiv. Cel mai adesea, morfemul aspectului este un afix specific: un prefix sau un sufix.
Prefixele formează verbe perfective de la imperfective. Astfel de prefixe sunt:
- по- po-: звати zvaty – позвати „a chema”;
- на- na-: писати pysaty – написати „a scrie”;
- про- pro-: чистити  прочистити „a curăța”;
- з- z-: їсти jisti – з’їсти „a mânca”.

Un sufix care formează verbe perfective de la imperfective este -ну- -nu-, ex. кричати kryčaty – крикнути „a striga”.
Un sufix care formează verbe imperfective de la perfective este -ва- -va-. La contactul dintre radical și sufix pot avea loc schimbări fonetice, iar după radical cu sfârșit consonantic intervine -у- -u-, -ю- -ju- sau -a-. În general, verbul perfectiv este mai întâi format prin prefixare de la un verb imperfectiv fără prefix. Astfel este, de exemplu: гріти hrity (imperfectiv) – пригріти pryhrity (perfectiv), apoi cu sufixul -ва- se formează un nou verb imperfectiv: пригрівати prihrivati „a încălzi”. Alte verbe perfective de acest gen sunt:
змішати zmišaty – змішувати zmišuvaty „a amesteca”;
повторити povtoryty – повторювати povtorjuvaty „a repeta”;
устати ustaty – уставати ustavaty „a se scula”.
Unele verbe imperfective se formează de la perfective prin introducerea vocalei -и- -y- în radical, ex. вибрати vybraty – вибирати „a alege”.
Alt procedeu de formare a verbelor imperfective de la perfective este schimbarea vocalei -и- -y- dinaintea sufixului de infinitiv -ти- -ty- în -a- sau -я- -ja-. Înaintea acesteia din urmă intervine -л- -l-:
кінчити kinčyty – кінчати kynčaty „a termina”;
появитися pojavytysja – появлятися pojavljatysja „a apărea”.
Într-un număr restrâns de perechi, verbul imperfectiv se deosebește de cel perfectiv numai prin locul accentului, ex. виміряти vymirjáty (imperfectiv) – виміряти výmirjaty (perfectiv) „a măsura”.
Câteva verbe nu au pereche cu același radical, ci alt verb cu același sens lexical, dar de aspect diferit, ex. брати braty (imperfectiv) – узяти uzjaty (perfectiv) „a lua”.
În cazul verbelor care exprimă o deplasare există două verbe imperfective, unul nedeterminat, celălalt – determinat. Verbele perfective care le corespund se formează de la cele determinate, la toate triourile cu prefixul по- po-, ex. літати litaty (imperfectiv nedeterminat) „a zbura” – летіти letity (imperfectiv determinat) „a zbura” – полетіти poletity (perfectiv) „a-și lua zburul”. Diferențele dintre verbele din acest trio sunt următoarele:
- Verbul nedeterminat exprimă o acțiune obișnuită, repetată: Кожної осені птахи літають на південь Kožnoji oseni ptachy litajutʹ na pivdenʹ „În fiecare toamnă, păsările zboară spre sud”.
- Cel determinat exprimă acțiunea în desfășurare: Птах летів понад водою Ptach letiv ponad vodoju „Pasărea zbura pe deasupra apei”.
- Cel perfectiv exprimă începutul acțiunii: Пташка полетіла Ptaška poletila „Păsărica și-a luat zborul”.

##### Formele modale și temporale
Verbele ucrainene sunt de obicei împărțite în două clase de conjugare, după cum înaintea majorității desinențelor se folosește vocala de legătură -e- (la unele verbe reprezentată de litera є pronunțată [jɛ]) (conjugarea I) sau -и- -y- (conjugarea a II-a). Clasa de conjugare a unor verbe se distinge după tema lor la infinitiv, dată de radical și de vocala sau sufixul dinaintea sufixului de infinitiv -ти -ty:
- conjugarea I: -а-, -я- (-ja-), -у- (-u-), -ава- (-ava-), -ява- (-java-), -ува- (-yva-), -юва- (-juva-), -ну- (-nu-);
- conjugarea a II-a: -жа- (-ža-), -ча- (-ča-), -ша- (-ša-), -оя- (-oja-).

Mai sunt și verbe terminate în -іти -ity, în -ити -yty și în consoană + -ти, care se împart între cele două clase, precum și verbe neregulate în ambele clase.

###### Forma de indicativ prezent
Clasele de conjugare au relevanță numai pentru această formă, care exprimă timpul prezent în principiu numai în cazul verbelor imperfective. La verbele perfective, această formă exprimă de fapt acțiuni viitoare.
Exemple de conjugare a unor verbe regulate (În paranteză este prefixul perfectiv. Fără acesta, verbul este imperfectiv.):
| Persoana | Conjugarea I (про)читати (pro)čytaty „a citi” | Conjugarea a II-a (за)кричати (za)kryčaty „a striga” |
| -------- | --------------------------------------------- | ---------------------------------------------------- |
| I. sg.   | (pro)čytaju                                   | (za)kryču                                            |
| II. sg.  | (pro)čytaješ                                  | (za)kryčyš                                           |
| III. sg. | (pro)čytaje                                   | (za)kryčytʹ                                          |
| I. pl.   | (pro)čytajemo                                 | (za)kryčymo                                          |
| II. pl.  | (pro)čytajete                                 | (za)kryčyte                                          |
| III. pl. | (pro)čytajutʹ                                 | (za)kryčatʹ                                          |

###### Forma de trecut
Această formă exprimă categoria numărului și a genului la singular, dar nu exprimă categoria persoanei. Aceasta este exprimată de subiectul cuvânt aparte în aceeași propoziție sau în contextul care o precede. Exemplu:
- masculin singular: ja/ty/vin pročytav „eu/tu/el am/ai/a citit”;
- feminin sigular: ja/ty/vona pročytala „eu/tu/ea am/ai/a citit”;
- neutru singular: vono pročytalo „a citit” (subiectul este un inanimat de genul neutru, de exemplu o mașină);
- plural: my/vy/vony pročytaly „noi/voi/ei/ele am/ați/au citit”.

Într-o anumită perioadă a istoriei limbii, terminația trecutului la masculin a fost [l], dar fiind final de cuvânt a evoluat la [w]. Sunt și verbe de la care terminația [l] a ajuns după o consoană și a căzut la masculin, de exemplu la verbul гризти hryzty „a roade”, la trecut hryz, hryzla, hryzlo, hryzly.
Deși nu este totdeauna cazul, în mod caracteristic, trecutul verbului imperfectiv se traduce în română prin imperfect, iar al celui perfectiv prin perfect compus, perfect simplu sau mai mult ca perfect:
Він читав книжку Vin čitav knyžku „(El) citea o carte/cartea” vs. Він прочитав книжку Vin pročitav knyžku „(El) a citit o carte/cartea”.
Forma de trecut nu exprimă numai acest timp al indicativului. Cum în ucraineană nu există formă de conjunctiv, cea de indicativ trecut se folosește și cu valoarea acestuia pentru a exprima predicatul unor propoziții subordonate cu alt subiect decât cel al propoziției principale, ex. Я бажаю, щоб ти провела літо в Харкові Ja bažaju ščob ty provela lito v Charkovi „Doresc să petreci vara la Harkiv”.

###### Formele de viitor
Există două forme de viitor. Una este analitică, alcătuită din forma de prezent cu valoare de viitor a verbului бути buty „a fi” și infinitivul verbului cu sens lexical. Exemplu cu verbul читати čytaty „a citi”:
| budu   | čytaty |
| budeš  | čytaty |
| bude   | čytaty |
| budemo | čytaty |
| budete | čytaty |
| budutʹ | čytaty |

Cealaltă formă de viitor este sintetică, având ca temă forma de infinitiv a verbului:
čytatymu
čytatymeš
čytatyme
čytatymemo
čytatymete
čytatymutʹ
Aceste forme sunt rezervate verbelor imperfective. Între ele nu există vreo diferență funcțională sau semantică, doar că forma sintetică este mai puțin frecventă.
Verbul perfectiv corespunzător are viitorul exprimat cu forma de prezent: прочитаю etc.

###### Imperativul
Imperativul se folosește la trei persoane: a II-a singular, I plural și a II-a plural. Desinențele sale se adaugă la tema verbului la indicativ prezent, persoana I singular, prezentând diferențe în funcție de sunetul final al temei și de locul accentului pe forma aceasta personală:
| Indicativ prezent, pers. I. sg. | Imperativ, pers. II. sg. | Imperativ, pers. II. pl. | Imperativ, pers. I. pl. |
| ------------------------------- | ------------------------ | ------------------------ | ----------------------- |
| роблю robljú „(eu) fac”         | robý!                    | robítʹ!                  | robím! sau robímo!      |
| вибачу výbaču „(eu) scuz”       | výbač!                   | výbačte!                 | výbačmo!                |
| читаю čytáju „(eu) citesc”      | čytáj!                   | čytájte!                 | čytájmo!                |
| помовчу pomóvču „(eu) tac”      | pomóvčy!                 | pomóvčitʹ!               | pomóvčimo!              |

Unele verbe au înaintea sufixului de infinitiv sufixul -ава- -ava-, pe care nu îl au la prezent, dar care reapare la imperativ, ex. узнавати uznaváty „a recunoaște”: uznaváj!, uznavájte!, uznavájmo!

###### Condiționalul
Forma acestui mod este cea a trecutului indicativ, plus particula би by, care de regulă se reduce la б b după formele trecutului terminate în vocală:
- masculin singular: ja/ty/vin (pro)čytav by „eu aș/ tu ai/ el ar citi”;
- feminin sigular: ja/ty/vona (pro)čytala b „eu aș/ tu ai/ ea ar citi”;
- neutru singular: vono (pro)čytalo b „ar citi”;
- plural: my/vy/vony (pro)čytaly b „noi am/ voi ați/ ei/ele ar citi”.

Aceeași formă se folosește cu valoare atât de prezent, cât și de trecut, ceea ce reiese din context. Exemplu în propoziție:
Я хотів би / хотіла б піти додому Ja chotiv bi (m.) / chotila b' (f.) pity dodomu „Aș vrea (fi vrut) să merg acasă”.

###### Participiul
Limba ucraineană a avut patru forme de participiu: activ prezent, activ trecut, pasiv prezent și pasiv trecut. Dintre acestea, în ucraineana modernă a rămas numai ultimul. Se formează ca adjectivele, cel mai frecvent de la verbe perfective, dar și de la unele imperfective. Se declină ca adjectivele și se folosește de regulă ca atribut. Exemple:
- perfectiv: прочитана книжка pročytana knyžka „cartea (care a fost) citită”;
- imperfectiv: січене сіно sičene sino „fânul (care era) cosit”.

###### Gerunziul
Uncraineana are două forme temporale de gerunziu.
Gerunziul prezent se formează de la tema persoanei a III-a plural indicativ prezent a verbelor imperfective, cu sufixul -чи -čy, ex. ідуть idutʹ „(ei/ele) merg” → iдучи idučy „mergând”. Exprimă o acțiune simultană cu acțiunea unui verb la un mod predicativ, ambele având același subiect: Ідучи до школи, Ваня побачив свого вчителя Idučy do školy, Vanja pobačyv svoho včytelja „Mergând la școală, Vanja și-a văzut învățătorul”.
Gerunziul trecut se alcătuiește de regulă de la verbe perfective, anume de la forma lor de trecut masculin singular, cu sufixul -ши -šy, ex. написав napysav (el) „a scris” → написавши napysavšy. Exprimă o acțiune anterioară acțiunii unui verb la un mod predicativ cu același subiect: Написавши лист, я пішов на пошту Napysavšy list, ja pišov na poštu „După ce am scris scrisoarea, m-am dus la poștă”.

##### Forma reflexivă
Această formă se caracterizează prin particula reflexivă -ся -sja adăugată ca un sufix la oricare formă modală, temporală și personală. La unele forme se reduce la -сь -sʹ. O primesc verbe de mai multe tipuri:
- verb reflexiv propriu-zis: умитися umytysja „a se spăla”, умиючись umyjučysʹ „spălându-se”;
- verb reciproc: миритися myrytysja „a se împăca (unul cu altul)”;
- verb intranzitiv cu formă reflexivă: дивитися на телебачення dyvytysja na telebačennja „a se uita la televizor” (lit. „... la televiziune”);
- verb cu valoare pasivă: Як пишеться це слово? Jak pyšetʹsja ce slovo? „Cum se scrie cuvântul acesta?”

#### Adverbul
În gramaticile limbii ucrainene sunt luate în seamă în general aceleași tipuri de adverbe ca în gramaticile românești.

##### Adverbe formate de la adjective
Forma de neutru singular a unor adjective este folosită și ca adverb, ex. добре dobre „bine”, зле zle „rău”.
Un număr mai mare de adverbe sunt formate de la adjective cu sufixul -o care înlocuiește desinențele adjectivului, ex. дешево deševo „ieftin”, швидко švydko „repede”.
Sunt și câteva adverbe care se formează în ambele feluri. Astfel sunt певне pevne / певно pevno „(în mod) sigur”, даремне daremne / даремно daremno „degeaba”.
Cele de mai sus sunt adverbe formate de la adjective cu radicalul terminat în consoană dură. Cele formate de la adjective cu radicalul terminat în consoană palataliză păstrează această palatalizare, ex. самобутній samobutnij „original” → самобутньо samobytnʹo „în mod original”.
Unele adverbe din adjective pot constitui cuvinte propoziții cu sensul „este + adjectiv”: Потрібно Potribno „Este necesar”, Необхідно Neobchidno „Este indispensabil”, (Не)можливо (Ne)možlyvo „Este (im)posibil”.

##### Adverbe formate de la numerale
Există adverbe identice cu forma de neutru a numeralelor ordinale, care primesc prefixul по- po-. Se folosesc în enumerări:
по-перше po-perše „în primul rând”;
по-друге po-druhe „în al doilea rând”;
по-третє po-tretje „în al treilea rând”.
Tot de la numerale ordinale se formează cu prefixul y- u- adverbe care exprimă a câta oară se produce un eveniment: уперше uperše „prima oară”, удруге udruhe „a doua oară”, утретє utretje „a treia oară”.
Se formează adverbe și de la numeralele colective:
- cu sens multiplicator: вдвоє vdvoje „de două ori”, вчетверо včetvero „de patru ori”;
- cu sens divizor: надвоє nadvoje „în două (părți)”, начетверо načetvero „în patru (părți)”.

##### Adverbe de loc
Aceste adverbe răspund la adverbele interogative де? de? „unde?” куди? kudy? „încotro?” звідки? zvidky? „de unde?”.
Ca formă, adverbele de loc neinterogative pot fi:
- simple: тут tut „aici”, там tam „acolo”;
- derivate din alte adverbe cu sufix diminutiv: тутенька tutenʹka (< тут tut „aici”) „aici”, fără corespondent exact în română;
- cu un o protetic de întărire (ca a pronumelor demonstrative): отут otut „chiar aici”.

Mai sunt și adverbe de loc derivate din substantive cu prefixe prepoziții la origine. Aceste adverbe păstrează desinența cazului cerut de prepoziția respectivă, ex. вгорі vhori „sus”, вгору vhoru „în sus” (de la substantivul гора hora „munte”).
Un exemplu de locuțiune adverbială este по всіх усюдах po vsich usjudach „peste tot”.
Unele adverbe de loc sunt nehotărâte, formate la fel ca pronumele nehotărâte, ex. десь  desʹ, де-небудь de-nebudʹ „undeva”, десь інде desʹ inde „altundeva”, будь-де budʹ-de „oriunde”, будь-куди budʹ-kudy „oriîncotro”.
Alte adverbe de loc sunt negative, formate ca pronumele negative: ніде nide „niciunde”, нізвідки nizvidky „de niciunde”.

##### Adverbe de timp
Interogative: коли? koly? „când”, доки? doky „până când?” звідколи? zvidkoly? „de când?”, з якого часу? z jakoho času? „de când?” (lit. „din care timp?”).
Generale: тепер teper / теперка teperka (diminutiv) „acum”, зараз zaraz „îndată”, часто často „deseori”, потім potim „apoi, după aceea”, незабаром nezabarom „(în) curând” etc.
Legate de zi și perioadele zilei: сьогодні sʹohodni „astăzi”, вчора včora „ieri”, завтра zavtra „mâine”, позавчора pozavčora „alaltăieri”, вдень vdenʹ „ziua”, вночі vnoči „noaptea”, вранці vranci „dimineața”, ввечері vvečeri „seara” etc.
Nehotărâte: будь-коли budʹ-koly „oricând”, де-не-де de-ne-de „din când în când”, колись kolysʹ „cândva” etc.
Negativ: ніколи nikoly „niciodată”.

##### Adverbe de cantitate și de gradare
Adverbe cantitative de bază sunt багато bahato „mult”, мало malo „puțin”, трохи trochy „un pic”.
Aparțin acestei clase formele supletive de comparativ ale primelor două de mai sus, більш(e) bilʹš(e) „mai mult” și менш(e) menš(e) „mai puțin”.
Багато este atenuat de чимало „destul de mult” și intensificat de надто nadto „prea mult”.
Cantitatea suficientă este exprimată de досить dosytʹ „destul”.
Adverbe care atenuează ceea ce exprimă adjectivele și alte adverbe sunt досить „destul de” майже majže „aproape”, iar care le intensifică sunt дужe duže (cu comparativul дужче dužče) „foarte” și зовсім zovsim „cu totul”.

##### Adverbe de mod
Adverbe de mod interogative sunt як? jak? „cum?”, яким способом? jakym sposobom? „în ce mod?”
La acestea răspund în primul rând adverbele formate de la adjective, dar și alte adverbe: так tak „așa”, раптом raptom „brusc”, дарма darma „degeaba”, інак inak „altfel”, босоніж bosoniž „desculț”, тайком tajkom „în taină”, жартома žartoma „în glumă”, верхи verchy „călare” etc.
Adverbele de mod cu sensul „în limba X” provin de la adjectivele coerspunzătoare, ex. по-українськи po-ukrajinsʹky „ucrainește”. Forma acestora poate fi și ca a lui по-українському po-ukrajinsʹkomu.
Sunt și adverbe de mod nehotărâte, formate cu afixe cu care se alcătuiesc și unele pronume nehotărâte: якось jakosʹ, як-небудь jak-nebudʹ „cumva”, будь-як budʹ-jak „oricum”.

##### Gradele de comparație ale adverbelor
Grade de comparație au adverbele provenite din adjective calificative. Forma lor de comparativ de superioritate este aceeași ca a adjectivelor respective la nominativ singular neutru, iar cea de superlativ relativ primește același prefix, de exemplu:
ясно jasno „(în mod) clar” – ясніше jasniše „mai clar” – найясніше najjasniše „(în modul) cel mai clar”;
далеко daleko „departe” – дальше dalʹše „mai departe” – найдальше najdalʹše „cel mai depate”;
рано rano „devreme” – раніше raniše „mai devreme” – найраніше najraniše „cel mai devreme”.
Superlativul relativ de superioritate are și o formă întărită, ex. якнайясніше jaknajjasniše „(în modul) cel mai clar posibil”.

#### Prepoziția
Pot fi deosebite cuvinte care se folosesc exclusiv ca prepoziții, simple din punctul de vedere al formei (без bez „fără”, через čerez „prin”, при pri „la” etc.), și altele, care au ca funcție secundară cea de prepoziție. Prepozițiile de mai jos provin prin conversiune din:
- adverbe: близько blyzʹko „lângă”, вздовж vzdovž „de-a lungul”;
- substantive la nominativ singular: круг kruh „în jurul”, кінець kinecʹ „la capătul”;
- substantive la instrumental singular: протягом protjahom „în timpul”, шляхом šljachom „prin, cu ajutorul”.

Ca formă, sunt și prepoziții compuse din:
- două prepoziții: з-під z-pid „de sub”, із-за iz-za „din cauza”;
- prepoziție și substantiv: навкруги navkruhy „în jurul”.

Există și locuțiuni prepoziționale, ex. у зв’язку з u zvjazku z „în legătură cu”, за допомогою za dopomohoju „cu ajutorul” etc.
Unele prepoziții au variante:
в v sau у u: в/у кращому випадку v/y kraščomu vypadku „în cel mai bun caz”;
з z, зі zi sau із iz: з Києва z Kijeva „din Kiev”, зі школи zi školy „din școală”, із книжок iz knyžok „din cărți”.
Prepoziția se folosește pentru a forma un atribut substantival sau pronominal, ori un complement. Elementele nominale ale acestora trebuie să fie la un anumit caz (în afară de nominativ și vocativ), în funcție de prepoziție și de tipul părții de propoziție. Cele mai multe prepoziții se folosesc cu un singur caz și unele au mai multe sensuri:
- cu genitivul: біля bilja „(pe) lângă”, від vid „de la, din”, для dlja „pentru”, до do „la, până la” , проти proty „împotriva”, серед sered „printre, în mijlocul”, крім krim „în afara” etc.;
- cu dativul: всупереч „în ciuda”, завдяки zavdjaky „datorită”;
- cu acuzativul: про pro „despre”, через čerez „prin, peste” etc.;
- cu locativul: при pry „cu ocazia”, „în momentul”, „(de) pe lângă”.

În complemente, unele prepoziții se folosesc cu două sau chiar trei cazuri, în funcție de sens sau de natura regentului:
| Prepoziție | Caz          | Situație de folosire                                          | Exemplu                                                                           |
| ---------- | ------------ | ------------------------------------------------------------- | --------------------------------------------------------------------------------- |
| в          | acuzativ     | cu verb care exprimă deplasarea spre un loc                   | піти в ліс pity v lis „a pleca în pădure”                                         |
| в          | locativ      | cu verb care nu exprimă deplasarea sau deplasarea spre un loc | жити в Криму žyty v Krymu „a trăi în Crimeea”                                     |
| на         | acuzativ     | cu verb care exprimă deplasarea spre un loc                   | класти на стіл klasty na stil „a pune pe masă”                                    |
| на         | locativ      | cu verb care nu exprimă deplasarea sau deplasarea spre un loc | лежати на поверхні ležaty na poverchni „a sta culcat pe o suprafață”              |
| перед      | acuzativ     | cu verb care exprimă deplasarea spre un loc                   | залетіти під хмари zaletity pid chmary „a zbura sub nori” (pentru a ajunge acolo) |
| перед      | instrumental | cu verb care nu exprimă deplasarea sau deplasarea spre un loc | жити під лісом žyty pid lisom „a trăi lângă pădure”                               |
| між        | genitiv      | cu ultimul temen în construcții cu superlativul               | найменший між дітей najmenšyj miž ditej „cel mai mic dintre copii”                |
| між        | acuzativ     | cu verb care exprimă deplasarea spre un loc                   | iти між люди ity miž ljudy „a merge între oameni” (pentru a ajunge între ei)      |
| між        | instrumental | cu atribut substantival                                       | дорога між полями doroha miž poljamy „drum între câmpuri”                         |

#### Conjuncția
Ca formă, conjuncțiile pot fi:
- simple: i „și”, бо bo „căci”, чи čy „sau”, що ščo „că” etc.;
- compuse: щоб ščob „(pentru) ca (... să)”, якщо jakščo „dacă” etc.;
- locuțiuni: тому що tomu ščo „pentru că”, незважаючи на те що nezvažajučy na te ščo „cu toate că”.

Printre conjuncții sunt luate în seamă și cuvintele care introduc propoziții subordonate întrebări indirecte:
Я спитав їх, з ким вона вчилася Ja spytav jich, z kym vona včylasja „I-am întrebat cu cine a studiat ea”;
Я не міг не питати, де вона раніше жила Ja ne mih ne pytaty, de vona raniše žyla „Nu puteam să nu întreb unde a locuit ea mai demult”.

##### Particularități ale conjuncțiilor
Unele conjuncții sunt de mai multe feluri:
- чи čy:
  - conjuncție coordonatoare disjunctivă: Олекса чи Богдан будуть у нас завтра Oleksa čy Bohdan budutʹ y nas zavtra „Oleksa sau Bohdan va fi la noi mâine”;
  - conjuncție subordonatoare introductivă a întrebării indirecte totale: Він питає, чи ми будемо вдома сьогодні Vin pytaje, čy my budemo vdoma sʹohodni „El întreabă dacă vom fi acasă astăzi”;
- що ščo:
  - conjuncție subordonatoare introductivă de întrebare indirectă parțială: Вона мені сказала, що станеться Vona meni skazala, ščo stanetʹsja „Ea mi-a spus ce se va întâmpla”;
  - conjuncție subordonatoare cu sensul „că”: Вона каже, що готова поїхати до Харкова Vona kaže, ščo hotova pojichaty do Charkova „Ea spune că e gata să plece la Harkiv”.
- та ta:
  - conjuncție coordonatoare copulativă: Він іде та слухає Vin ide ta sluchaje „El merge și ascultă”;
  - conjuncție coordonatoare adversativă: Я полетів би до тебе, та грошей не маю Ja poletiv by do tebe, ta grošej nemaju „Aș merge la tine cu avionul, dar nu am bani”.

Unele conjuncții sunt sinonime:
- але ale – та ta „dar, însă”:

Ігор пише, але й думає про сьогоднішні зустрічі Ihor piše, ale j dumaje pro cʹohodnišni zustriči „Ihor scrie, dar se și gândește la întâlnirile de astăzi”;
Я полетів би до тебе, та грошей не маю Ja poletiv by do tebe, ta grošej nemaju „Aș merge la tine cu avionul, dar nu am bani”;
- або abo – чи čy „sau, ori”:

Олекса або/чи Богдан будуть у нас завтра Oleksa abo/čy Bohdan budutʹ y nas zavtra „Oleksa sau Bohdan va fi la noi mâine”;
Există conjuncții cu variante de formă: ні/ані ni/ani „nici”, хоч/хоча choč/choča „deși”, мов/ немов/ немовби mov/ nemov/ nemovby „ca și cum”, щоб/щоби ščob/ščoby „(pentru) ca (... să)”.
Conjuncția coordonatoare copulativă cu sensul „și” se exprimă în trei feluri:
- Există un cuvânt cu două variante în funcție de contextul fonetic: брат i сестра – сестра й брат brat i sestra (după consoană) – sestra j brat (după vocală) „fratele și sora – sora și fratele”.
- І/й are sinonimul та ta: брат та сестра brat ta sestra.

#### Particula
Particulele constituie o clasă de cuvinte invariabile care nu au funcție sintactică, nici alt rol sintactic cum este cel al prepozițiilor și conjuncțiilor. Astfel sunt cele de mai jos.
Хай chaj sau нехай nechaj are mai multe valori pragmatice:
- În funcție de intonație, este folosită pentru exprimarea atitudinii vorbitorului referitoare la acțiunea unei terțe persoane: un ordin adresat indirect, o dorință sau o concesie, ex. (Не)хай він прийде(!) „(El) să vină!”, „De-ar veni!”, „Las’ să vină”[64].
- Este folosită în exclamații și urări: Хай живе! Chaj žyve! „Trăiască!”, Хай живуть вони довгі роки! Chaj žyvutʹ vony dovhi roky! „Să trăiască (ei) la mulți ani!” (lit. „... lungi ani”).

Же že este o particulă de insistență: Biн же знав це! Vin že znav ce! „El doar știa asta”.
Există și particule interogative:
- Чи čy este folosită ca marcă a întrebării directe totale, neutră din punct de vedere pragmatic: Чи ти там був? Čу ty tam buv? „Ai fost acolo?”
- Хіба? Chiba? și Невже? Nevže? „Oare?” sunt folosite la început de propoziție interogativă și drept cuvinte propoziții, exprimând mirare sau îndoială în legătură cu spusele destinatarului.

Echivalentul lui „da”, так tak, este considerat particulă afirmativă, iar cele ale lui „nu” – particule negative:
- Нi ni „nu” este folosit drept răspuns la o întrebare directă totală: Ще ні Šče ni „Încă nu”.
- Нi se folosește și cu sensul „nici”: Ніхто не бачив ні комедії, ні трагедії Nichto ne bačiv ni komediji, ni trahediji „Nimeni nu s-a uitat nici la comedie, nici la tragedie”.
- Нe ne „nu” neagă verbul (ex. нe знаю ne znaju „nu știu”), adverbul (не більше ne bilʹše „nu mai mult”) și alte părți de vorbire.

### Sintaxă
În această secțiune se prezintă aspecte specifice ale sintaxei limbii ucrainene în raport cu cele ale limbii române.

#### Propoziția interogativă
Propoziția interogativă totală directă (care vizează răspunsul „da” sau „nu”) canonică este uneori marcată doar de intonația interogativă, brusc ascendentă pe ultimul cuvânt, ex. Ти був там? Tу buv tam? „(Tu) ai fost acolo?” Poate fi marcată și de particula interogativă чи čy pe primul loc, intonația fiind atunci mai puțin înaltă, și cu o schimare în topică: Чи ти там був? Čу ty tam buv? (lit. „... tu acolo fost?”).
Interogația parțială se exprimă cu pronume și adverbe interogative corespunzătoare părților de propoziție la care se referă (vezi mai sus Pronume și adjective pronominale interogativ-relative și Adverbul).

#### Propoziția imperativă
În propoziția imperativă pozitivă, predicatul este de regulă verb perfectiv, iar în cea negativă – imperfectiv:
Скажи йому правду! Skažy jomu pravdu! „Spune-i adevărul!” vs. Не кажи йому правди! Nе kažy jomu pravdy! „Nu-i spune adevărul!”
Ordinul adresat indirect persoanei a III-a se exprimă cu predicatul la indicativ precedat de particula (не)хай (ne)chaj: (Не)хай він прийде! (Ne)chaj vin pryjde! „(El) să vină!”
Imperativul poate fi înlocuit de infinitiv în porunci mai categorice, ex. Мовчати! Movčati! „Taci! / Tăceți!”, He говорити! Ne hovoryty! „Nu vorbi! / Nu vorbiți!”.

#### Părți de propoziție

##### Subiectul
Această parte de propoziție este de regulă la cazul nominativ dacă este exprimat prin substantiv sau pronume.
Cum în ucraineană nu sunt articole, locul subiectului poate indica dacă acesta este definit sau nedefinit:
Студент стукнув у двері Student stuknuv u dveri „Studentul a bătut la ușă” vs. У двері стукнув студент U dveri stuknuv student „La ușă a bătut un student”.
O excepție este subiectul gramatical la acuzativ, într-o construcție pasivă cu verbul бути „a fi” la trecut singular neutru folosit impersonal:
Цю книжку було написано мною Cju knyžku bulo napisano mnoju „Cartea aceasta a fost scrisă de mine”.
Pronumele personal subiect se folosește mai frecvent în ucraineană decât în română, și atunci când nu este scos în evidență, deși la alte timpuri decât trecutul, desinențele îl exprimă de asemenea. La trecut este necesar, pentru că acesta nu are desinențe personale. Totuși, este de regulă absent când se răspunde la o întrebare repetând predicatul din aceasta: –Ти там був? – Був – Tу tam buv? – Buv „– Ai fost acolo? – Am fost”.
Cu predicatul la imperativ, pronumele personal subiect se folosește numai când se insistă asupra lui: Ти іди! Ty idy! „Tu să mergi!”

##### Predicatul

###### Predicatul verbal
Predicatul verbal la forma de trecut (care, pe lângă indicativul trecut, poate corespunde și condiționalului prezent și trecut, precum și conjunctivului prezent din română), se acordă și în gen cu subiectul la numărul singular:
Борис читав Borys čytav „Boris citea”;
Вона умилася Vona umylasja „Ea s-a spălat”;
Яблуко було на столі Jabluko bulo (neutru)  na stoli „Mărul era pe masă”.
Uneori, predicatul poate fi la infinitiv. În aceste cazuri, acțiunea este efectuată de un complement la dativ:
Чи не поїхати б нам туди човном? Čy ne pojichaty b nam tudy čovnom? „De ce n-am merge acolo cu barca?”;
Вам не поневолити народ Vam ne ponevolyty narod „Nu veți putea înrobi poporul” (lit. „Vouă nu a înrobi popor”);
Що хлопцеві робити? Ščo chlopcevi robyty? „Ce să facă băiatul?” (lit. „Ce băiatului a face?”).

###### Predicatul nominal
În cursul istoriei limbii, ucraineana a pierdut formele personale de prezent ale principalului verb copulativ, бути buty „a fi”, în afara celei de persoana a III-a singular є je. Și aceasta este de obicei omisă, fiind înlocuită cu o pauză. În acest caz, subiectul se exprimă cu o intonație înaltă, urmează pauza, apoi numele predicativ cu intonație mai joasă, ex. Biн відомий науковець Vin vidomyj naukovecʹ „El este un savant celebru” (lit. „El celebru savant”). Totuși, forma păstrată, є je, se folosește uneori, ex. Biн є зрадник Vin je zradnyk „(El) e un trădător”.
Pentru accentuarea identității numelui predicativ cu subiectul, în locul verbului copulativ se folosește pronumele demonstrativ neutru singular це се „acesta” sau un pronume demonstrativ neutru special, то to: Роман це/то лiтературний жанр Roman ce/to literaturnyj žanr „Romanul este o specie literară”.
Numele predicativ poate fi nu numai la nominativ, ci și la instrumental, sau la acuzativ cu prepoziția за za. Frecvența cazului folosit depinde de verbul copulativ:
- Cu бути la alt timp decât prezentul se pot folosi toate trei cazurile, instumentalul fiind cel mai frecvent: Biн був пастухом (I.)/ пастух (N.)/ за пастуха (A.) Vin buv pastuchom/ pastuch/ za pastucha „(El) era păstor”.
- Cu verbul copulativ omis sau cu це/то, numele predicativ este la nominativ.
- Cu є se folosește mai mult nominativul.
- Cu alte verbe considerate copulative, instrumentalul este aproape obligatoriu: Biн став/ здається менi зрадником Vin stav/ zdajetʹsja meni zradnykom „(El) a devenit/ îmi pare a fi un trădător”.

Cu за + acuzativul, numele predicativ apare adesea ca termen de comparație: Biн менi був за брата Vin meni buv za brata „El îmi era ca un frate”.

###### Exprimarea acțiunii subordonate cu verbul la infinitiv
Unele verbe nu pot avea complement direct exprimat printr-o parte de vorbire nominală (substantiv, pronume). Acestea pot avea CD exprimat prin verb la infinitiv, subiectul celor două verbe trebuind să fie același, ex. Ми стали читати My staly čytaty „Am început să citim”.
Tot cu infinitivul se exprimă acțiunea subordonată cu subiect neprecizat, atunci când regentul este impersonal și exprimă obligația, astfel exprimându-se o obligație generală, de pildă cu cuvântul predicativ invariabil треба treba: Треба їсти та пити Treba jisty ta pyty „Trebuie să se mănânce și să se bea”.
Și altor tipuri de subordonate cu același subiect ca al principalei le corespund complemente la infinitiv. În unele construcții, infinitivul este introdus de o conjuncție, ca o subordonată:
Після того як увійти до хати, я розплакався Posle toho jak uvijty do chaty, ja rozplakavsja După ce am intrat în casă, am izbucnit în lacrimi”;
Я б віддав половину життя свого, аби бути щасливим Ja b viddav polovynu žyttja svoho, aby buty ščaslyvym „Mi-aș da jumătate din viață ca să fiu fericit”.
Uneori, infinitivul complement circumstanțial de scop cu același subiect ca al verbului regent este folosit facultativ cu conjuncție: Ми пішли (щоб) побачити захід сонця My pišly (ščob) pobačyty zachid soncja „Am mers să privim apusul soarelui”.

##### Complementul direct
Complementul direct este de cele mai multe ori la cazul acuzativ fără prepoziție.
Există și CD la cazul genitiv, numit „partitiv”, când exprimă o parte, adică o cantitate nedeterminată din ceea ce denumește complementul exprimat printr-un substantiv nenumărabil sau unul folosit ca un nenumărabil, ex. Вона з’їла хліба Vona zjila chliba „(Ea) a mâncat pâine/pâinea” (o bucată/bucata de/din pâine). Dacă este vorba de un întreg, atunci este la acuzativ: Вона з’їла хліб Vona zjila chlib „(Ea) a mâncat pâinea” (pâinea întreagă).
Tot la genitiv este CD-ul în propoziție negativă, când nu este definit: Він не продав стола Vin ne prodav stola „(El) nu a vândut vreo masă”. Și numele proprii de persoană sunt la genitiv (identificabil ca atare la cele cu formă feminină) ca CD, dacă sunt determinate cu un adjectiv pronominal negativ: Ми ніякої Марійки не бачили My nijakoji Marijky ne bačyly lit. „Noi niciun fel de Marijka (G.) nu văzut”.

##### Complementul de agent
Complementul de agent se exprimă cu substantiv sau pronume la cazul instrumental fără prepoziție:
закон, затверджений міністром zakon, zarverdžnyj ministrom „legea aprobată de ministru”;
Ти читала книжку, написану мною? Ty čytala knyžku napisanu mnoju? „Ai citit cartea scrisă de mine?”

##### Complementul circumstanțial de loc
Cu verbe care exprimă deplasarea fără un punct de sosire precizat, complementul de loc este uneori o parte de vorbire nominală la cazul instrumental fără prepoziție:
бігати полями bihaty poljamy „a alerga pe câmpuri”;
ходити лісом chodyty lisom „a merge/umbla prin pădure”.
De cele mai multe ori se folosește și o prepoziție. Cazul la care este exprimat complementul depinde de aceasta.
Unele prepoziții au un singur sens și se construiesc cu un singur caz. De pildă prepoziția крізь krizʹ „prin”, care are numai sensul „(trecând) prin”, cere acuzativul: Ми пройшли крізь ліс My projšly krizʹ lis „(Noi) am trecut prin pădure”.
Există prepoziții polisemantice care cer cazuri diferite în funcție de sensul lor, de exemplu по po:
- cu acuzativul: іти по молоко ity po moloko „a merge după lapte”[81];
- cu locativul: По газону не ходити! „A nu se umbla pe gazon!”

Sunt și prepoziții care, având același sens, cer cazuri diferite în funcție de caracterul verbului regent al complementului (dacă exprimă deplasarea spre un loc, respectiv dacă nu exprimă mișcarea sau exprimă mișcarea fără ca aceasta să fie spre un loc anume):
- в v (cu varianta у u):
  - cu verbe care exprimă deplasarea spre un loc – cazul acuzativ: іти в/у кімнату ity v/u kimnatu „a merge în cameră”;
  - cu verbe care nu exprimă deplasarea sau deplasarea spre un loc – cazul locativ: бути в/у кімнаті buty v/u kimnati „a fi în cameră”
- на na:
  - cu verbe care exprimă deplasarea spre un loc – cazul acuzativ: іти на тротуар ity na trotuar „a merge pe trotuar” (ca să se ajungă acolo);
  - cu verbe care nu exprimă deplasarea sau deplasarea spre un loc – cazul locativ: бути на тротуарі buty na trotuari „a fi pe trotuar”;
- між miž:
  - cu verbe care exprimă deplasarea spre un loc – cazul acuzativ: іти між дерева ity miž dereva „a merge între copaci” (ca să se ajungă acolo);
  - cu verbe care nu exprimă deplasarea sau deplasarea spre un loc – cazul instrumental: бути між деревами buty miž derevamy „a fi printre copaci”.

##### Complementul circumstanțial de timp
Unele complemente de timp se exprimă cu substantive la cazul instrumental fără prepoziție:
- cu numele de anotimpuri: зимою zymoju „iarna, în timpul iernii” etc.;
- cu numele perioadelor zilei: ніччю niččju „noaptea, în timpul nopții” etc.;
- în locuțiuni adverbiale: часом (sg.) / часами (pl.) časom/časamy „din când în când” etc.

Alt caz de exprimare a complementului de timp fără prepoziție este genitivul. Necesită prezența unui atribut:
цього року cjoho roky „(în) anul acesta”;
минулого тижня mynuloho tyžnja „(în) săptămâna trecută”;
одного разу odnoho razu „o singură dată”.
Prepoziția у u se folosește cu numele de zile și de luni, la cazuri diferite pentru cele două clase:
- la acuzativ: у понеділок u ponedilok „luni, lunea” etc.;
- la locativ: у січні u sični „în ianuarie” etc.

###### Exprimarea orei și a fracțiunilor de ore
Orele se exprimă în limbajul curent cu numeralul ordinal, ex. – Котра година? – Восьма – Kotra hodyna? – Vosʹma „– Cât e ceasul? – Opt” (lit. „– Care oră? – A opta”).
Complementul de timp exprimând ora poate avea următoarele structuri principale:
- prepoziția о + numeral ordinal (ora) la locativ: o шостій o šostij „la (ora) șase” (lit. „la a șasea”);
- prepoziția о + numeral fracționar + prepoziția на + numeral ordinal (ora) la acuzativ: о пів на сьому o piv na sʹomu „la șase și jumătate” (lit. „la jumătate la a șaptea”);
- prepoziția о + numeral ordinal (ora) la locativ + numeral cardinal (minute) la nominativ: о дев’ятій двадцять o devjatij dvadcjatʹ „la nouă și douăzeci” (lit. „la a noua douăzeci”).

##### Complementul circumstanțial instrumental și cel sociativ
Instrumentul în sens larg cu ajutorul căruia se efectuează o acțiune se exprimă cu complement circumstanțial instrumental la cazul instrumental fără prepoziție, ex. Зубреня стукнуло лісничого лобом Zubrenja stuknulo lisnyčoho lobom „Puiul de zimbru l-a lovit pe pădurar cu fruntea”.
Animatul cu care se face împreună o acțiune se exprimă cu complement circumstanțial sociativ tot la instrumental, dar cu prepoziția з z, ex. Ми говорили з матір’ю My hovoryly z matirju „(Noi) am vorbit cu mama”. Ideea de asociere se extinde uneori și la inanimate: Він пішов з парасолькою в руці Vin pišov z parasolʹkoju v ruci (El) a plecat cu umbrela în mână”.

#### Construcții cu gradele de comparație
În construcțiile cu adjectiv la gradul comparativ, termenul de comparație poate fi precedat de unele conjuncții, dar și de unele prepoziții:
- conjuncții: Золото дорожче, ніж/як мідь Zoloto dorožče, niž/jak midʹ „Aurul este mai scump ca/decât cuprul”[89];
- prepoziții:
- від vid + termen de comparație la genitiv: солодший від меду „mai dulce ca mierea”[90];
- за za + termen de comparație la acuzativ: Я не бачив нічого кращого за це Ja ne bačyv ničoho kraščoho za ce „N-am văzut nimic mai bun decât asta”.

Construcții cu superlativul pot fi, ambele cu genitivul,
- cu prepoziția серед sered „printre, dintre”: Серед усіх батьків вони найсимпатичніші Sered ysich batʹkiv vony najsympatyčniši „Dintre toți tații, ei sunt cei mai simpatici”;
- cu prepoziția між miž, cu același sens: найменший між дітей najmenšyj miž ditej „cel mai mic dintre copii”[91].

#### Construcții impersonale
Mai sunt și alte construcții impersonale în afara celor deja apărute în articol.
Unele stări meteorologice se exprimă cu adverbe formate de la adjective, și cu verbul бути omis la prezent și exprimat la celelalte timpuri: Сьогодні холодно Sʹohodni cholodno „Astăzi este frig”, Вчера було тепло Včera bulo teplo „Ieri a fost cald”.
Într-o construcție asemănătoare, ce exprimă senzații și sentimente, persoana care le trăiește este exprimată prin complement la dativ.
Мені холодно Meni cholodno „Mi-e frig” (lit. „Mie rece” (adverb format de la adjectiv));
Мені було сумно Meni bulo sumno „Eram trist(ă)” (lit. „Mie era (neutru) trist” (adverb format de la adjectiv)).
Exemple de construcții echivalente cu „îmi vine să” + verb sunt:
Мені хочется плакати Meni chočetsja plakaty „Îmi vine să plâng” (lit. „Mie se vrea a plânge”);
Нікому було співати Nikomu bulo spivaty „Nimănui nu-i venea să cânte” (lit. „Nimănui era (neutru) a cânta”);
Мені було не до сміху Meni bulo ne do smichu „Nu-mi venea să râd” (lit. „Mie era (neutru) nu la râs (genitiv)”);
Inexistența a ceea ce denumește subiectul se exprimă cu construcții impersonale negative, subiectul fiind la genitiv:
- la trecut cu verbul бути la neutru singular: Не було хлібів Ne bulo chlibiv „Nu erau pâini” vs. pozitiv Були хліби (N.) Buly chliby „Erau pâini”;
- la viitor cu бути la persoana a III-a singular: Не буде хлібів Ne bude chlibiv „Nu vor fi pâini” vs. pozitiv Будуть хліби (N.) „Vor fi pâini”;
- la prezent cu cuvântul predicativ impersonal нема(є)[92]: Нема(є) хлібів Nema(je) chlibiv „Nu sunt pâini” vs. Є хліби Je chlyby „Sunt pâini”.

#### Exprimarea posesiei
Una din sintagmele posesive are structura adjectiv pronominal posesiv + substantiv obiect posedat, cu specificitățile prezentate mai sus, în secțiunea Pronumele-adjective posesive.
Altă structură este adjectiv posesiv nepronominal, format de la numele posesorului + obiect posedat, ex. батьків/материн рукопис bátʹkiv/materyn rukopys „manuscrisul tatălui/mamei”. Aceasta este sinonimă cu structura obiect posedat + posesor la genitiv, ca cea din română (рукопіс батька/матери rukopis bátʹka/materi). Cu posesor singular este mai frecventă prima construcție, cea cu atribut adjectival posesiv, iar cu posesor plural se folosește a doua, cu atribut substantival la genitiv: рукопис батьків rukopys batʹkív „manuscrisul taților” (a se observa locul diferit al accentului la adjectivul posesiv și la substantivul la genitiv plural).
Sunt și propoziții cu diferite construcții care exprimă posesia. Una din acestea este cu verbul мати maty „a avea” ca predicat:
- în propoziție pozitivă, cu complement direct la acuzativ: Він має гроші Vin maje hroši „(El) are bani”;
- în propoziție negativă, cu CD la genitiv: Він немає грошей Vin nemaje hrošej „(El) nu are bani”.

Construcția pozitivă de mai sus este echivalentă cu una cu posesorul la cazul genitiv cu prepoziția у u, cu verbul бути folosit impersonal și cu obiectul posedat la nominativ: У нього є гроші U nʹoho je hroši lit. „La el (G.) e bani”.
Construcția negativă de mai sus este echivalentă cu una cu posesorul la cazul genitiv cu prepoziția у u, cuvântul predicativ impersonal нема nema și obiectul posedat la genitiv: У нього нема грошей U nʹoho nema hrošej lit. „La el nu-e (G.) bani”.
Altă construcție este cu adjectiv demonstrativ + obiect posedat la nominativ, determinat de un atribut care exprimă posesorul: Ці гроші мої Ci hroši moji „Acești bani sunt ai mei” (lit. „Acești bani mei”).

#### Exprimarea cantității
Când partea de propoziție constituită de grupul nominal cu numeral cardinal trebuie să fie la nominativ, numeralul este la acest caz, iar substantivul a cărui cantitate o exprimă numeralul este la cazul cerut de acesta. Astfel:
- Cu odyn, odne, odna, substantivul este la nominativ singular: odyn brat „un frate”, odne selo „un sat”, odna sestra „o soră”.
- Cu dva/dvi, try și čotyry este la nominativ plural: dva braty/sela, dvi sestry; try/čotyry braty/ sela/ sestry.
- Cu numeralele de la pjatʹ și peste acest număr este la genitiv plural: pjatʹ brativ/ sel/ sester.

Când grupul nominal trebuie să fie la alt caz decât nominativul, substantivul este la acest caz, iar numeralele până la 999 se acordă în caz cu acesta, ex. у восьми будинках u vosʹmy budinkach „în opt clădiri” (cazul locativ). 1000 și numeralele peste aceasta sunt la cazul la care trebuie să fie partea de propoziție, iar substantivul rămâne la genitiv plural: тисяча осіб tysjača (N.) osib (G. pl.) „o mie de persoane”, тисячею осіб tysjačeju (I.) osib (G. pl.) „cu o mie de persoane”.
În cazul numeralelor compuse, regulile acestea se aplică la ultimul component și la substantiv.
Când sunt la nominativ, numeralele colective și toate celelalte cuvinte declinabile, precum și adverbele care exprimă cantitatea se construiesc cu substantivul la genitiv plural:
двоє саней dvoje sanej „două sănii”;
багато/ мало/ кілька/ сила людей bahato/ malo/ kilʹka/ syla ljudej „mulți/ puțini/ câțiva/ o mulțime de oameni”.

#### Topica în propoziția enunțiativă
Aspectele principale ale topicii propoziției enunțiative ucrainene neutre, adică neinfluențate de vreun factor pragmatic sau psihic, sunt cele de mai jos.
- Subiectul precede predicatul, acesta precede complementele, iar complementul indirect de atribuire precede complementul direct: Він дав йому книжку „I-a dat cartea/o carte” (lit. „El dat lui carte”).
- Atributul adjectival precede substantivul determinat: стара хата stara chata „casă/casa veche”[93].
- Complementul exprimat prin adverb provenit din adjectiv precede verbul determinat (Biн приязно дивився на неї Vin prijazno dyvyvsja na neji „(El) se uita prietenește la ea”), dar alte adverbe îl urmează: Biн дивився вперeд „Se uita înainte”.
- Ucraineana se caracterizează prin prepoziții, dar cele mai lungi de două silabe pot fi și postpuse cuvântului cu care sunt folosite, ex. заради нього zarady nʹoho sau його заради joho zarady „în interesul lui”.

## Lexic

### Cuvinte moștenite, împrumuturi și calcuri
Cuvintele moștenite din protoslavă sunt mult mai numeroase decât cele împrumutate. Câteva clase de cuvinte din care fac parte astfel de cuvinte sunt următoarele:
- termeni de rudenie: брат brat „frate”, мати maty „mamă”, сестра sestra „soră”, син syn „fiu” etc.;
- termeni din domeniul locuinței: дім dim „casă”, стіл stil „masă” etc.;
- pronume personale: я ja „eu”, ти ty „tu”, він vin „el”, ми my „noi” etc.;
- verbe: читати  čytaty „a citi”, писати pysaty „a scrie”, ходити chodyty „a umbla” etc.;
- adjective: зелений zelenyj „verde”, молодий molodyj „tânăr”, старий staryj „bătrân” etc.

În istoria limbii, importanța surselor de împrumuturi a depins de condițiile istorice care au caracterizat istoria Ucrainei în diversele ei epoci.
În perioada limbii ucrainene vechi (secolele X-XIII) au prevalat, în limba scrisă a cărturarilor, împrumuturile din limba slavonă. S-au păstrat din acestea cuvinte ca дух duch „duh”, блаженство blaženstvo „preafericire”, dar și, intrate prin intermediul ei, cuvinte din limba greacă, precum ангел anhel „înger”. În același timp, în limba vorbită au intrat cuvinte ale triburilor turcice nomade din estul și sudul teritoriului, ex. богатир bohatyr „viteaz”, товар tovar „marfă” etc.
În perioada limbii ucrainene medii (secolele XV-XVIII) s-a exercitat prima influență străină importantă, cea poloneză. Aceasta a contribuit la formarea limbajului administrativ al epocii și a mijlocit intrarea în limbă a unor termeni occidentali din domeniile culturii, științelor, gândirii abstracte etc. Influența poloneză a slăbit după 1720, când cea mai mare parte a Ucrainei a fost încorporată în Imperiul Rus, dar în secolul al XIX-lea s-a manifestat din nou în mai mică măsură și ca tendință a intelectualilor ucraineni de a contracara extinderea rusismelor. Exemple de cuvinte de origine poloneză sunt вуста vusta „gură”, груди hrudy „piept”, цікавий cikavyj „interesant”, рахунок rachunok „cont, factură”. În acea perioadă, limba vorbită a împrumutat cuvinte de origine turcă și tătară, mai ales în terminologia militară a cazacilor zaporojeni, dar și în a zootehniei, a grădinăritului, a vestimentației sau a muzicii.
Cea mai mare influență străină după 1720 a fost cea a limbii ruse. Termenii pentru realitățile noi care apăreau, erau luați mai ales din această limbă. Tot prin filieră rusă intrau în limbă și împrumuturile din limbile occidentale: серйозний serjoznyj „serios”, інтерес interes, оригінальність oryhinalʹnistʹ „originalitate” etc..
În afară de cuvinte, s-au împrumutat și prefixe. Sunt considerate prefixe împrumutate cele care au fost preluate împreună cu cuvinte străine și aplicate ulterior unor cuvinte autohtone. Exemple:
архіважливий archivažlyvyj „extrem de important” (lit. „arhiimportant”);
ультракороткий ulʹtrakorotkyj „ultrascurt”;
прозахідний prozachidnyj „prooccidental”.
Ucraineana are câteva cuvinte și din română: бринза brynza, малай malaj, цап cap, кептар keptar, мамалига mamalyha.
În ucraineana din secolul al XXI-lea, sursa cea mai importantă de împrumuturi este limba engleză.
Ponderea cuvintelor moștenite și a împrumuturilor poate fi ilustrată în mare pe baza lexicului a două texte de câte 300 de cuvinte:
| Cuvinte        | Număr de cuvinte | Număr de cuvinte    |
| Cuvinte        | Text de ficțiune | Text de lingvistică |
| -------------- | ---------------- | ------------------- |
| Moștenite      | 216              | 150                 |
| Poloneze       | 8                | 23                  |
| Rusești        | 16               | 9                   |
| Internaționale | 8                | 72                  |

Calcurile lexicale sunt de asemenea un mijloc de îmbogățire a lexicului. Astfel sunt:
кілька kilʹka „câțiva/câteva” + -ість → кількість kilʹkistʹ „cantitate”, după pl  ile „câțiva/câteva” + -ość → ilość „cantitate”;
спільний spilʹnyj „comun” → спілкування spilkuvannja „comunicare”, după ru  общий obščyj „comun” → общeние obščenie „comunicare”.

#### Integrarea împrumuturilor
Integrarea împrumuturilor se face în general prin aplicarea regulilor morfologice autohtone. Astfel, substantivele terminate în consoană și cele în vocala a se declină precum cele autohtone cu asemenea terminații, indiferent de ce gen au în limba de origine. De exemplu, флот flot „flotă” (< fr  la flotte) se declină ca masculinele terminate în consoană. Cuvintele străine terminate în vocale care nu există în poziție finală în ucraineană la nominativ singular (у u și i), sunt invariabile, ex. зебу „zebu”, поні „ponei”, інтерв’ю „interviu”. Deși în ucraineană există substantive autohtone terminate în e și în o, totuși cele străine cu aceste vocale finale sunt tot invariabile, ex. пюре pjure „piure” sau кіно kino „cinema”. Totuși, și substantivele invariabile primesc gen, cel neutru, ceea ce reiese din faptul că se acordă cu ele la acest gen cuvintele care trebuie acordate.
Adjectivele împrumutate primesc sufixul -н- și desinențele de nominativ singular -ий -yj, -a, -e, ex. геніальний genialʹnyj „genial”.
Verbele străine se adaptează în general preluând-se radicalul lor urmat de vocala de legătură -у- + sufixul -ва- + sufixul de infinitiv -ти. Iată, de exemplu, integrarea verbului de  montieren > монт- + -у- + -ва- + -ти → монтувати montuvaty „a monta”. Forma de indicativ prezent, persoana I singular a acestui verb este монтую montuju „montez”.
Verbele împrumutate nu au de regulă două variante după aspect. Totuși, unora relativ vechi li s-a format o pereche cu un prefix perfectiv, verbul inițial devenind imperfectiv, ex. арештувати areštuvaty – заарештувати zaareštuvaty „a aresta”.

### Formare de cuvinte

#### Substantive
În limba ucraineană, atât derivarea, cât și compunerea sunt mijloace importante de formare a substantivelor.
Derivarea poate fi:
- sufixală, ex. моряк morjak „marinar” (< море more „mare”);
- prefixală: безкрай bezkraj „spațiu nemărginit” (< без- „fără” + край „margine”);
- regresivă (prin suprimarea unui sufix): напис napis „inscripție” (< написати napysaty „a scrie”).

Există și sufixe compuse, de pildă în formarea cuvântului вазочка vazočka „văzuță” (< ваза vaza „vază” + sufixul -оч- folosit numai în sufixe compuse + sufixul diminutiv -ка folosit și fără alt sufix).
Cuvântul-bază al derivării poate fi:
- alt substantiv: шахта šachta „mină” → шахтар šachtar „miner”;
- un adjectiv: багатий bahatyj „bogat” → багач bahač „bogătaș”;
- un verb: читати čytaty „a citi” → читець čytecʹ „cititor (cu voce tare)”.

O seamă de substantive sunt formate cu un prefix și un sufix, de cele mai multe ori mai întâi cu primul sau cu al doilea, și ulterior cu celălalt, ex.
співробітник spivrobitnyk „colaborator” (< робота robota „muncă” + -ник nyk → робітник „muncitor”, apoi спів- „co(n)-” + робітник).
Alte substantive sunt formate prin compunere. Cuvintele compuse au stuctura: temă de substantiv sau de adjectiv (inclusiv numeral ordinal) + temă de substantiv sau de verb + eventual un sufix. Între cuvintele componente se află o vocală de legătură: -o- sau, mai rar, -e-.
Compunerea poate avea loc fără sufixare sau concominent cu sufixare:
- fără sufixare:
  - două substantive: ліс lis „pădure” + парк park → лісопарк „pădure parc”;
  - substantiv + verb: лист list „frunză” + падати padaty „a cădea” → листопад „noiembrie”;
  - adjectiv + substantiv: перший peršyj „întâi” + джерело džerelo „sursă” → першоджерело „sursă primară”.
- cu sufixare:
- substantiv + verb + sufix: вогонь „foc” + гасити „a stinge” + -ник → вогнегасник vohnehasnyk „extinctor”;
- adjectiv + substantiv + sufix: перший peršyj „întâi” + клас klas „clasă” + -ник → першокласник „elev de clasa I”;
- substantiv + adjectiv + sufix: вогонь vohonʹ „foc” + тривкий tryvkyj „rezistent” + -ість -istʹ → вогнетривкість „rezistență la foc”;
- adjectiv + verb + sufix: голосний holosnyj „zgomotos” + мовити movyty „a spune, a vorbi” + -ник → голосномовник holosnomovnyk „megafon”.

#### Adjective
Adjective se formează în primul rând prin sufixare, dar și prin prefixare, uneori cu afixe de ambele feluri.
Cuvântul-bază al derivării poate fi:
- alt adjectiv: жовтий žovtyj „galben” → жовтавий žovtavyj „gălbui”;
- un substantiv:
  - sufixare: дерево derevo „lemn” → дерев’яний derevjanyj „de lemn”;
  - prefixare și sufixare: поза- „extra-” + школа škola + „școală” → позашкільний pozaškilʹnyj „extrașcolar”;
- un verb:
  - sufixare: читати čytaty → „a citi” читальний čytalʹnyj „de lectură” (ex. sală);
  - prefixare și sufixare: рівняти rivnjaty „a compara” → незрівнянний nezrivnjannyj „incomparabil”;
- un numeral cardinal: два dva „doi” → подвійний podvijnyj „dublu”;
- un adverb de timp: завтра zavtra „mâine, a doua zi” → завтрашній zavtrašnij „de mâine, de a doua zi”.

Adjectivele compuse pot fi mai mult sau mai puțin sudate. În principiu, cele din a doua categorie se scriu cu cratimă. De pildă, un adjectiv compus ce califică un obiect cu părți de culori diferite, este considerat mai puțin sudat (ex. жовто-блакитний žovto-blakytnyj „galben-albastru”), iar unul care exprimă o nuanță de culoare – mai sudat, ex. жовтогарячий žovtoharjačyj lit. „galben arzător”.
Elementele adjectivelor compuse pot fi:
- două adjective – exemplele de mai sus;
- adjectiv + substantiv, la acesta fiind adăugată desinența adjectivului: синій synij „albastru”+ око oko „ochi” → синьоокий cynʹookyj „cu ochi albaștri”;
- substantiv + adjectiv derivat de la substantiv: життя žyttja „viață” + радісний radisnyj „bucuros” (< радість radistʹ „bucurie”) → життєрадісний žyttjeradisnyj „bucuros de viață”;
- substantiv + participiu: вогонь „foc” + пальний (< палити „a trage cu o armă de foc”) → вогнепальний vohnepalʹnyj „care poate fi tras (cu o armă de foc)”;
- numeral cardinal + adjectiv derivat de la substantiv: два dva „doi”+ мовний movnyj „de limbă” → двомовний dvomovnyj „bilingv”;
- adverb + participiu: густо husto „(în mod) dens” + населений nacelenyj „populat” → густонаселений hustonaselenyj „dens populat”;
- substantiv + participiul видний (< вид „aspect”): грушa hruša „pară” + видний → грушовидний hrušovydnyj „cu aspect de pară”.

#### Verbe

##### Formate prin sufixare
Prin sufixare se formează verbe de la alte părți de vorbire, substantive și adjective.
Sufixul -ва- este foarte productiv. Înaintea lui se adaugă sunetul de legătură -у- sau -ю, iar după el sufixul de infinitiv -ти. Astfel s-au format de la cuvinte autohtone verbe în perioade mai vechi ale limbii (ex. чар „vrajă” → чарувати čaruvaty „a vrăji, a fascina”, марний „inutil” → марнувати marnuvaty „a irosi”) și în perioade mai recente, ex. голос „voce” → голосувати holosuvaty „a vota”. Tot cu acest sufix se integrează în limbă verbe străine, ex. ідеалізувати idealizuvati „a idealiza”.
De la adjective se formează verbe și cu alte sufixe. Cu sufixul -і- se formează verbe intranzitive, ex. зеленіти zelenity „a (se) înverzi, a deveni verde”. Cu sufixul -ити se obțin verbe tranzitive perechi ale verbelor intranzitive formate de la aceleași adjective: зеленити zelenyty „a înverzi, a vopsi în verde”.

##### Formate prin prefixare
Prin prefixare se formează în primul rând verbe perfective de la verbe imperfective, ambele având același sens lexical, iar acest proces ține de gramatică (vezi mai sus secțiunea Aspectele verbelor). Totuși sunt cazuri în care două asemenea verbe primesc un prefix care schimbă cel puțin în parte sensul lor lexical, ex. носити – нести „a duce, a purta” → виносити vynosyty – винести vynesty „a scoate”.
Uneori, un prefix formează perechea perfectivă a unui verb imperfectiv, și în același timp îi dă alt sens, mai mult sau mai puțin apropiat:
любити ljubyty „a iubi” → полюбити poljubyty (tranzitiv) „a se îndrăgosti de”;
іти ity „a merge” → піти pity „a pleca”.
Există multe prefixe, care dau tot felul de nuanțe de sens verbelor. De exemplu, de la verbul бігти „a fugi” se formează:
вбігти vbihty „a fugi înăuntru”;
перебігти perebihty „a trece în fugă”;
побігти pobihty „a o lua la fugă”;
пробігти probihty „a trece în fugă prin ceva, a parcurge (inclusiv cu privirea)”;
підбігти pidbyhty „a fugi până la”.
Cu anumite prefixe și în același timp cu particula reflexivă, unele verbe exprimă ducerea până la extrem a acțiunii, fără a face din verb unul propiu-zis reflexiv. Exemple:
бігати bihaty „a fugi” → набігатися nabihatysja „a obosi fugind, a fugi până la epuizare”;
дзвонити dzvonyty „a suna” → додзвонитися dodzvonytysja „a suna până răspunde cineva, a suna în zadar”;
працювати pracjuvaty „a munci” → запрацюватися zapracjuvatysja „a munci până la epuizare”.
Există și o prefixare numită multiplă, cu un prefix care se repetă, sau cu două prefixe. Acestea dau nuanțe de sens complexe:
бити byty „a bate” (imperfectiv) → побити pobyty „a bate” (perfectiv) → попобити popobyty „a bate tare” (perfectiv);
ходити chodyty „a umbla, a merge” (imperfectiv) → приходити prichodyty „a veni, a sosi” (imperfectiv) → поприходити poprychodyty „a veni în număr mare din diferite direcții” (perfectiv, folosit cu subiect plural).